# St. Jakob in Defereggen
St. Jakob in Defereggen ist eine Gemeinde  im österreichischen Bundesland Tirol, Bezirk Lienz (Osttirol). Mit 815 Einwohnern (Stand 1. Jänner 2024) ist St. Jakob heute der Hauptort des Defereggentals. 
Die flächenmäßig zweitgrößte Gemeinde des Bezirks ist mit nur 4,4 Einw. pro km² Einwohnern pro km² das am dünnsten besiedelte Gebiet Osttirols. Wirtschaftlich ist der Tourismus die wichtigste Einkommensquelle der Bevölkerung. Die Gemeinde zählt nach Matrei in Osttirol die meisten Nächtigungen in Osttirol und ist im Wintertourismus führend. 
Das Gemeindegebiet umfasst das hintere Defereggental sowie dessen Nebentäler. Umfangreiche Teile des Gemeindegebietes gehören zum Nationalpark Hohe Tauern.

## Geographie

### Lage

Rotteneinteilung der Gemeinde St. Jakob

St. Jakob in Defereggen liegt im nordwestlichen Osttirol und ist mit einer Fläche von 185,96 km² die zweitgrößte Gemeinde im Bezirk Lienz. Mit einem Anteil von rund 123 km² am Nationalpark Hohe Tauern stehen zwei Drittel des Gemeindegebiets unter Naturschutz. Die Gemeinde umfasst das westliche, von der Schwarzach durchflossene, Defereggental von der Rotte Feistritz bis zum Talschluss sowie die angrenzenden Nebentäler. St. Jakob in Defereggen ist verwaltungstechnisch in fünf Rotten unterteilt. Der Großteil des besiedelten Gebietes befindet sich linksseitig der Schwarzach. Das Zentrum der Gemeinde mit der Pfarrkirche in der Unterrotte liegt auf einer Höhe von 1389 m ü. A. Der höchste Punkt des Gemeindegebietes ist die Rötspitze mit einer Höhe von 3496 m ü. A.

### Gemeindegliederung
St. Jakob in Defereggen gliedert sich in fünf Rotten, die wiederum in insgesamt 34 Weiler, Hofgruppen und Höfe unterteilt werden. Im Osten des Gemeindegebietes südlich der Schwarzach liegt die Rotte Feistritz, die in Unterfeistritz und Oberfeistritz gegliedert wird. Das übrige, östliche Gemeindegebiet bis zum Tögischer Bachl wird von der Äußeren Großrotte eingenommen. Neben den Weilern St. Leonhard (mit spätgotischer Filialkirche) und Lacken südlich der Schwarzach gehören Unteregg und Tögisch zur Äußeren Großrotte.
| Unterrotte       | 366 |
| Oberrotte        | 341 |
| Innere Großrotte | 142 |
| Äußere Großrotte | 121 |
| Feistritz        | 39  |

Westlich der Äußeren Großrotte (Außerrotte) zwischen dem Trojer Almbach im Westen und dem Tögischer Bachl im Osten liegt die Innere Großrotte. Das besiedelte Gebiet dieses Gemeindeteils liegt ausschließlich nördlich der Schwarzach und ist in die Teile Oberegg, Eggemair, Erlach, Mairhof und Hirbe gegliedert. Westlich der Inneren Großrotte befindet sich die Unterrotte mit dem Gemeindemittelpunkt. Hier finden sich zudem die Bereiche Unterkirchen, Obkirchen, Eggen, Trojen, Stock Steingarten und Ede sowie südlich der Schwarzach Sand und Weiden. Westlich schließt sich die Oberrotte an, die den größten Teil des besiedelten Gemeindegebietes umfasst. Zur Oberrotte gehören Unterstein, Jesach, Maik, Trogach, Leiten, Grandeggen, Ranach, Mariahilf (Bruggen), Ladstatt und Erlsbach nördlich der Schwarzach sowie die Weiler Grünmoos, Rinderschinken, Egg und Pötsch im Süden.

### Flächennutzung

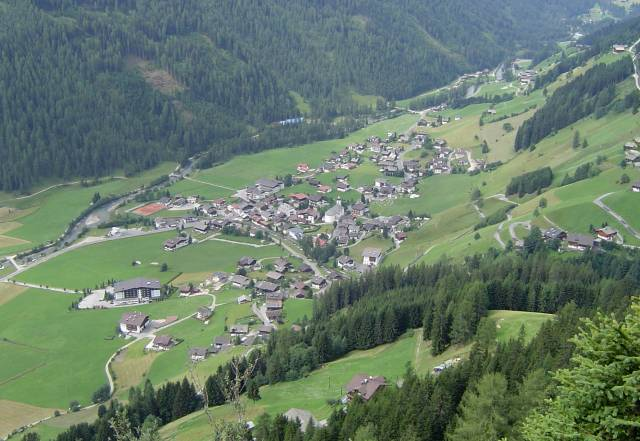
Hauptort St. Jakob, Blick von Sprung

Durch den hohen Gebirgsanteil stehen in St. Jakob Siedlungs- und landwirtschaftliche Nutzflächen nur in geringem Ausmaß zur Verfügung. Der größte Anteil von St. Jakob wird von Almen eingenommen, die 50,4 % des Gemeindegebietes umfassen. 28,3 % entfallen auf unproduktive Flächen, gefolgt von Wäldern (16,7 %) und landwirtschaftlich genutzten Flächen (4,0 %). Gewässer nehmen 0,3 %, Bauflächen, Gebäude, Gärten und begrünte Bauflächen 0,2 % der Gemeindefläche ein.

### Nachbargemeinden
Die Gemeinde St. Jakob wird im Norden durch die Lasörlinggruppe von den im Virgental gelegenen Gemeinden Prägraten und Virgen (von Westen nach Osten) getrennt. Zu beiden Gemeinden existieren jedoch keine befahrbaren Verbindungen. Im Nordwesten, Westen und Südwesten grenzt St. Jakob an das italienische Staatsgebiet. Prettau, Sand in Taufers, Rasen-Antholz, Gsies sind hier die Nachbargemeinden, wobei lediglich zu Rasen-Antholz über den Staller Sattel eine Straßenverbindung besteht. Auch Innervillgraten im Süden ist nur über das Pustertal erreichbar. Die stärkste Bindung besteht durch die Tallage zu dem im Osten benachbarten St. Veit in Defereggen.
|                 | Prettau                                     | Prägraten am Großvenediger |
| Sand in Taufers | Kompassrose, die auf Nachbargemeinden zeigt | Virgen                     |
| Rasen-Antholz   | Gsies Innervillgraten                       | St. Veit in Defereggen     |

### Geologie und Morphologie

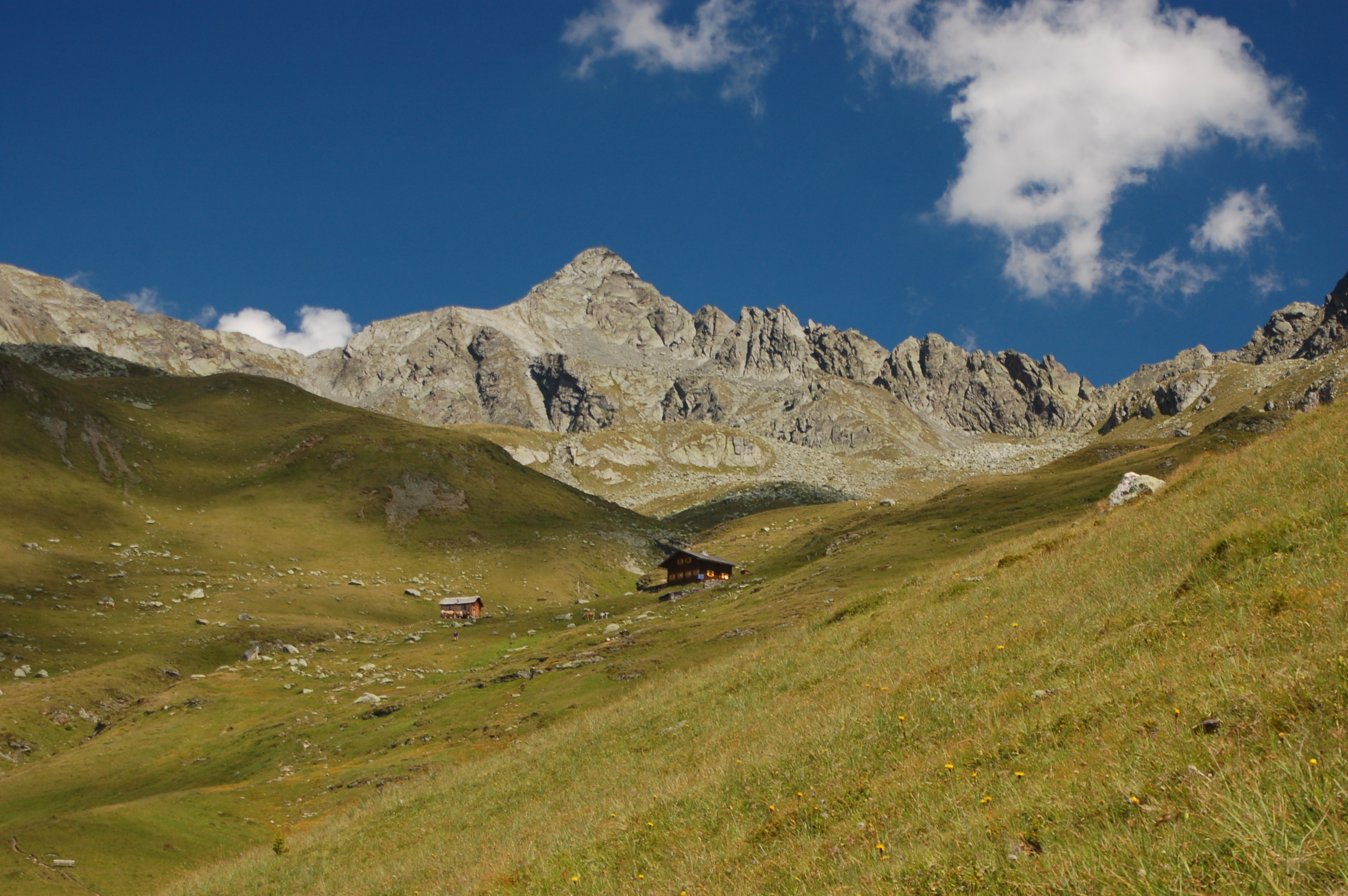
Schiefergestein im Bereich der Seespitze

Der Untergrund der Talsohle sowie der untere Sonnenhang bestehen im Gemeindegebiet von St. Jakob aus Rieserfernertonalit, der die gleichnamige Gebirgsgruppe aufbaut. Das Gestein besteht aus grauem Quarz, weißem Feldspat, Biotit und kurzen Säulen dunkelgrüner Hornblende. Der Tonalit, ein junges Erstarrungsgestein, stammt aus der Phase der Alpenbildung. Der Tonalit wird von Gesteinen des Altkristallins überlagert. Im Norden handelt es sich um rotbraunen Biotitschiefer, der in der Folge von silbernem bis grauem Muskovitschiefer abgelöst wird. Dieser Schiefer bildet den Sonnenhang von Keeseck, Alplesspitze und Seespitze (Panargenkamm). Eingehüllt in diese Schieferschichten liegt eine schmale Schiefer- und Quarzitzone mit dunklem Graphit und grellweißem Marmor. Diese Schicht führt teilweise Gold, Silber, Kupfer sowie Eisen und ermöglichte den Bewohnern des Defereggentals über Jahrhunderte ein Einkommen im Bergbau. Die Marmorschicht bildet unter anderem das Weiße Beil (2767 m) und verläuft parallel zum Tal bis nach Huben. Der Schattenhang im Süden des Tales wird von einem teilweise rötlich-braunen Quarzphyllit gebildet.
Der Talboden des hinteren Defereggentals ist von quartären Sedimenten wie Schotter, Sand und Aulehm überdeckt. Darüber hinaus sind auch Hänge mit quartären Gletscherablagerungen (Moränen) zu finden. Die Oberfläche des Defereggentals wurde durch Gletscher („Kees“) geformt, die ein Trogtal mit steilen Hängen, jedoch ohne schroffe Felsen formten. Moränen bildeten stellenweise mächtige Schuttüberdeckungen auf den Sonnenhängen, flache Standorte bestehen nur vereinzelt. Die relativ flache Trogschulter in einer Höhe von rund 2.200 Metern liegt für eine Dauersiedlung bereits zu hoch, wird aber als Almgebiet genutzt. Im Bereich der Filialkirche St. Leonhard schüttete ein Bergsturz aus der Nordflanke des Lepleskofel vor der ersten Besiedelung einen Schuttkegel auf, der die Schwarzach zu einem See aufstaute. Der Schuttkegel wurde im Laufe der Jahrhunderte von der Schwarzach durchsägt, sodass sich in diesem Bereich heute feuchte Talböden befinden.

### Flüsse und Gewässer

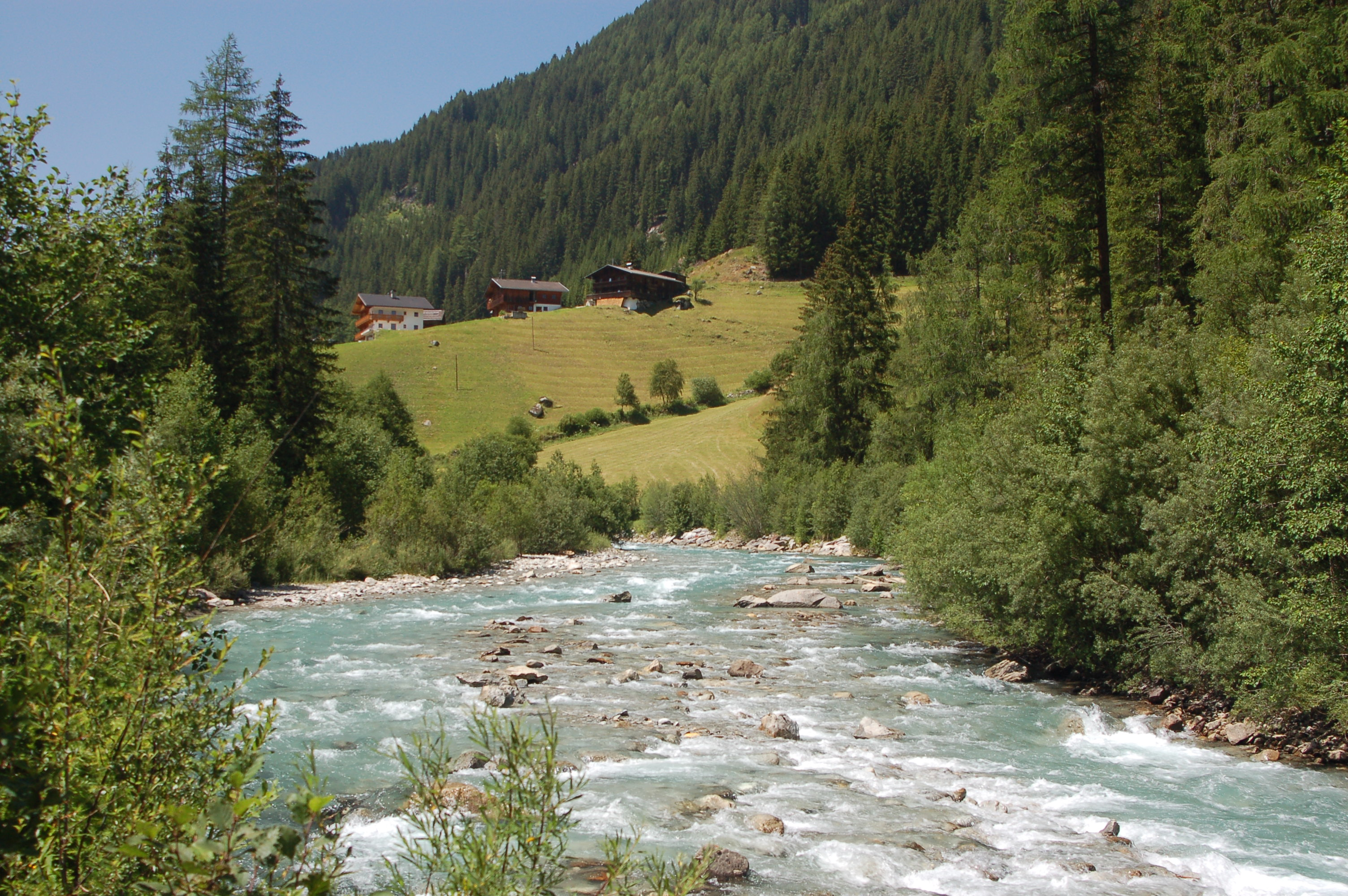
Die Schwarzach, Blick auf die Oberrotte

Der Obersee (Staller Sattel) sowie der Oberseitsee (am Fuß der Seespitze) sind die beiden größten und bekanntesten Bergseen der Gemeinde. Bestimmender Fluss im Gemeindegebiet von St. Jakob in Defereggen ist die zum Einzugsgebiet der Drau gehörende Schwarzach, die im Schwarzachtal entspringt und das gesamte Defereggental bis zur Mündung in die Isel durchfließt. Die wesentlichen Zuflüsse der Schwarzach im Bereich von St. Jakob münden rechtsseitig in die Schwarzach. Es sind dies im unbesiedelten Bereich Arventalbach und Patscher Bach sowie im besiedelten Bereich Staller Almbach, Lappbach, Stallerbach und Brugger Almbach. Auch im linksseitigen Bereich münden zahlreiche Bäche in die Schwarzach, bedeutend sind jedoch nur der Trojer Almbach und das Tögischer Bachl. Alle anderen verfügen über ein sehr geringes Einzugsgebiet. Nach den Hochwasserkatastrophen in den 1960er Jahren fanden an der Schwarzach umfangreiche Hochwasserschutzverbauungen statt. 2007 wurde auch in Maria Hilf mit Regulierungsmaßnahmen begonnen. Trotz der Eingriffe in das Flusssystem und der Trockenlegung von Talwiesen blieben im Bereich des Brugger Almbaches und des Stallerbaches ökologisch wertvolle Überschwemmungsgebiete erhalten.

### Gebirge
St. Jakob liegt im Gebiet der Hohen Tauern (Zentralalpen). Das Gemeindegebiet wird im Süden von den Villgratner Bergen, im Norden von der Venedigergruppe und im Westen von der Rieserfernergruppe begrenzt. Zu den wichtigsten Erhebungen in den Villgratner Bergen auf Seiten von St. Jakob zählt das Deferegger Pfannhorn (2820 m). Im Bereich der Villgratner Berge liegt auch der Staller Sattel, der St. Jakob mit Italien (Antholz) verbindet. Im Norden begrenzen der Panargenkamm und die Lasörlinggruppe, beides südliche Ausläufer der Venedigergruppe, das Gemeindegebiet von St. Jakob. Im Bereich des Panargenkamms zwischen dem Talschluss des Defereggentals und dem Trojeralmtal liegen mehrere Berge mit mehr als 3.000 Metern, wobei lediglich die Seespitze (3021 m) durch einen Wanderweg erschlossen ist. Höchster Gipfel des Gebirgskammes ist das noch teilweise vergletscherte Keeseck (3173 m). Auch in der Lasörlinggruppe, die den Panargenkamm im Norden und Osten umschließt, liegen zahlreiche Berge über 3.000 Meter. Hier befinden sich, mit den stark vergletscherten Gipfeln, die Rötspitze (3496 m) und die Daberspitze (3402 m), die höchsten Berge der Gemeinde. St. Jakob verfügt im Westen als einzige Gemeinde Österreichs über einen Anteil an der Rieserfernergruppe. Höchste Erhebungen in diesem Bereich sind der Hochgall (3436 m), dessen Spitze knapp jenseits der Staatsgrenze in Südtirol liegt und gemeinsam mit dem Almerhorn (2986 m) den Talschluss bildet, sowie die Barmerspitze (3200 m) und der Lenkstein (3236 m), in dessen Bereich der größte Gletscher des Gemeindegebietes, der Fleischbachkees, liegt.

### Klima

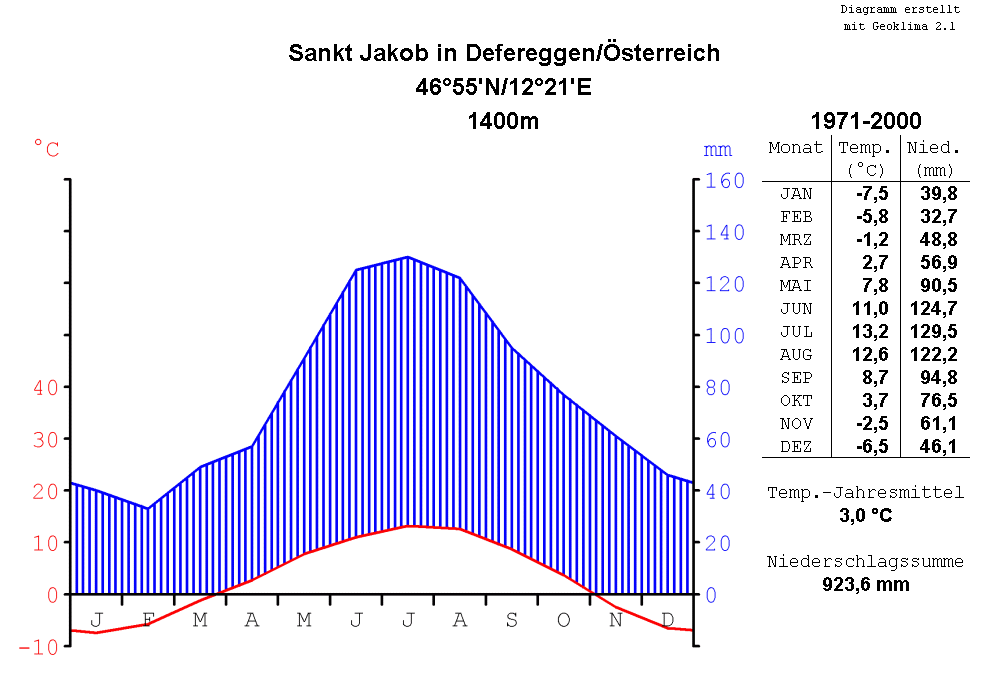
Klima von St. Jakob in Defereggen 1971–2000

Trotz der beträchtlichen Höhenlage ist das Gemeindegebiet durch die Ost-West-Ausrichtung des Defereggentals und der damit verbundenen längeren Sonneneinstrahlung klimatisch begünstigt. Die mittlere Jahrestemperatur beträgt in St. Jakob 3,0 °C und ist im Jahresverlauf starken Schwankungen unterworfen sowie von einer raschen Wärmezunahme im Frühjahr und einer schnellen Wärmeabnahme im Herbst gekennzeichnet. So unterscheidet sich die mittlere Temperatur zwischen Februar und März sowie September und Oktober jeweils um rund 5 °C. Die gemessenen Temperaturextreme liegen zwischen +32,1 °C und −29,8 °C. Durch die Ost-West-Ausrichtung des Tales liegt St. Jakob in einer windgeschützten Lage, da die Winde in Osttirol üblicherweise in Nord-Süd-Richtung oder umgekehrt wehen. Vom Ort erstreckt sich talauswärts ein kleines inneralpines Becken, in welchem sich im Winter häufig ein Kaltluftsee infolge einer Inversionswetterlage bildet. Die durchschnittliche Niederschlagsmenge beträgt in St. Jakob 923,6 mm pro Jahr und liegt im Durchschnitt Osttirols. Die höchsten Niederschlagsmengen fallen in den Sommermonaten zwischen Juni und August. Dabei fällt in St. Jakob fast jeden zweiten oder dritten Tag ein starker Regen, eine längere, durchgehende Regenperiode ist hingegen selten. Eine geschlossene Schneedecke bildet sich bereits Ende Oktober. Sonnseitige Hänge sind überwiegend Mitte März schneefrei, im Tal und den nordseitigen Hängen bleibt die Schneedecke zwei bis drei Wochen länger erhalten. Auf das Ortszentrum fällt im Winter drei Monate lang keine Sonne. Durch die lange Schneelage und niedrigen Temperaturen dauert die Vegetationsperiode in St. Jakob nur fünf Monate (Mai bis September). Dennoch konnte sich auf Grund der starken Sonneneinstrahlung in St. Jakob mit der Hofgruppe Trogach eine der höchsten Dauersiedlungen Osttirols (1.712 Meter) etablieren.
|                        | Jan   | Feb   | Mär  | Apr  | Mai  | Jun  | Jul  | Aug  | Sep  | Okt  | Nov  | Dez   |   |      |
| Mittl. Temperatur (°C) | −7,7  | −5,7  | −0,9 | 3,4  | 8,4  | 11,6 | 13,6 | 12,9 | 8,8  | 4,1  | −1,8 | −6,4  | ⌀ | 3,4  |
| Mittl. Tagesmax. (°C)  | −1,6  | 1,9   | 6,3  | 10,1 | 15,0 | 18,6 | 20,9 | 19,9 | 15,9 | 11,0 | 3,8  | −1,7  | ⌀ | 10   |
| Mittl. Tagesmin. (°C)  | −12,4 | −11,3 | −6,0 | −1,8 | 2,4  | 5,1  | 7,1  | 7,0  | 3,6  | −0,2 | −5,8 | −10,6 | ⌀ | −1,9 |
|                        |       |       |      |      |      |      |      |      |      |      |      |       |   |      |
| Niederschlag (mm)      | 32    | 29    | 43   | 54   | 92   | 123  | 143  | 129  | 92   | 79   | 70   | 46    | Σ | 932  |
|                        |       |       |      |      |      |      |      |      |      |      |      |       |   |      |
| Luftfeuchtigkeit (%)   | 70,0  | 54,7  | 46,9 | 47,4 | 48,5 | 48,7 | 47,0 | 51,5 | 52,8 | 58,1 | 68,9 | 78,5  | ⌀ | 56,1 |

| −12,4 |

| −11,3 |

| −6,0 |

| −1,8 |

| 2,4 |

| 5,1 |

| 7,1 |

| 7,0 |

| 3,6 |

| −0,2 |

| −5,8 |

| −10,6 |

| −12,4 |

| −11,3 |

| −6,0 |

| −1,8 |

| 2,4 |

| 5,1 |

| 7,1 |

| 7,0 |

| 3,6 |

| −0,2 |

| −5,8 |

| −10,6 |

### Flora und Fauna
Auf Grund der starken Sonneneinstrahlung sind die steilen, südexponierten Hänge klimatisch begünstigt und daher stärker genutzt als die Schattseite. Aus diesem Grund bestehen starke Vegetationsunterschiede zwischen den nördlichen und südlichen Talhängen. Während an den nordexponierten Hängen der Fichtenwald bis in die Tallagen reicht, sind die südexponierten Hänge von Almwiesen, Laubgehölzen und Lärchenwiesen geprägt. Die Baumgrenze liegt in etwa in 2.000 Metern Höhe. In St. Jakob bestehen noch große Flächen an Zirben-Lärchen-Wäldern. Neben großen Zirbenbeständen im Patscher- und Stalleralmtal verfügt die Gemeinde mit dem Oberhauser Zirbenwald über den größten geschlossenen Zirbenwald der Ostalpen. Im Bereich des Obersees am Staller Sattel befinden sich zudem ökologisch wertvolle Niedermoore.
In der Gemeinde St. Jakob kommen zahlreiche charakteristische Säugetiere der Alpen wie Alpenschneehase, Gämse und Murmeltier, aber auch Rothirsche und Rehe vor. In den unberührten Tälern bestehen auch gute Bestände von Auer- und Birkhühnern. Durch umfangreiche Schutzmaßnahmen haben sich in der Nationalparkregion auch die Bestände der Steinadler erholt. Weitere markante Vogelarten sind der Tannenhäher, Ringdrossel, Schwarzspecht, Sperlingskauz, Wasseramsel und Gebirgsstelze.

## Geschichte

### Erste Besiedelung
Die Besiedelung von St. Jakob erfolgte wahrscheinlich erst im 11. Jahrhundert. Bis ins 15. Jahrhundert lebte die Bevölkerung fast ausschließlich von der Landwirtschaft. Bergbau und Hausiererhandel trugen in der Neuzeit zum Einkommen der Bevölkerung bei. Politisch war das heutige Gemeindegebiet über Jahrhunderte zwischen der Grafschaft Görz bzw. Tirol und Salzburg geteilt. 
Bei Grabungen am Hirschbichl (2143 m) wurden 1987 eine Geschoßspitze aus Bergkristall sowie kleine Klingen, Dreikantspäne und Lamellen aus Feuerstein entdeckt. Die Artefakte sind die vorläufig ältesten gesicherten Funde in Osttirol und stammen aus dem 7./6. Jahrtausend v. Chr. (Mittelsteinzeit). Während die Fundstelle als saisonaler Jägerrastplatz gedeutet wird, erfolgte die dauerhafte Besiedelung des hintersten Defereggentals wesentlich später. Da keltische und romanische Ortsnamen fast vollständig fehlen, dürften weder Kelten noch Römer hier Dauersiedlungen angelegt haben. Die Bauern des Virgentals, die zu dieser Zeit die Siedlung Burg errichtet hatten, nutzten das hintere Defereggental jedoch vermutlich als Sommerweide. Nach dem Untergang des Römischen Reiches und der Schlacht bei Aguntum 610 zwischen Baiern und Slawen drangen die Slawen in die Täler Osttirols vor. Ob die Slawen, wie im benachbarten St. Veit, auch im heutigen Gemeindegebiet von St. Jakob Dauersiedlungen errichteten, ist nicht eindeutig belegt. Lediglich die zwei Ortsnamen Feistritz (von bystrica = Wildbach) und Jesach (von jes = Esche oder jasje = baumlose Gegend) belegen die Anwesenheit der Slawen. Ende des 8. Jahrhunderts unterwarfen die Baiern die slawischen Siedler. Durch die spärlichen Besiedlungen des Defereggentals fanden die Baiern genügend freien Siedlungsraum, wodurch eine friedliche Besitznahme ermöglicht wurde. Parallel setzte die Christianisierung ein und die slawische Sprache wurde nach und nach verdrängt.

### St. Jakob im Hoch- und Spätmittelalter

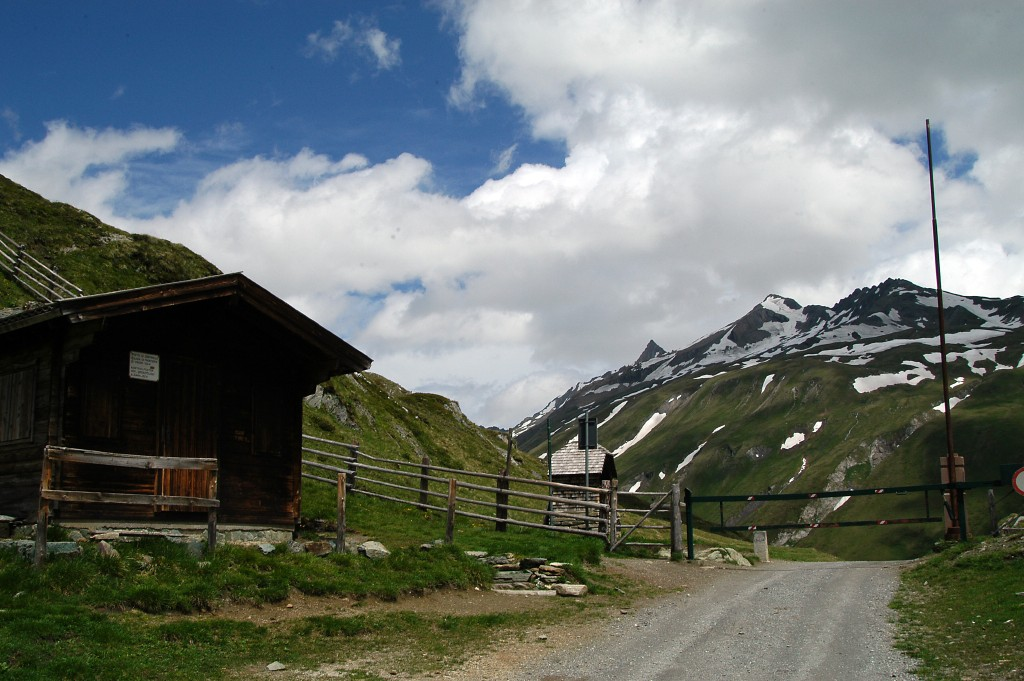
Über das Klammljoch gelangten bairische Siedler nach St. Jakob

Die Zuwanderung der bairischen Siedler erfolgte aus zwei Richtungen. Von Virgen stießen die Siedler über St. Veit bis St. Jakob vor, von Süden nützten sie die Übergänge des Antholzer Tals (Staller Sattel) und Reintals (Klammljoch). Durch den Besiedelungsverlauf gehörten Teile Jesachs noch im 19. Jahrhundert weltlich zu Matrei. Große Almflächen sind noch heute im Besitz von Südtiroler Bauern. Die Alpenseen wurden im Hochmittelalter für die Fischerei genutzt, wie ein im Obersee gefundener Einbaum aus der Zeit um 1070 belegt.
Die erste urkundliche Erwähnung einer Dauersiedlung ist mit der Nennung des Hofes Troyen aus dem Jahr 1163 erhalten. Das um 1299/1300 entstandene Görzer Urbar überliefert den Bestand mehrerer Dauersiedlungen. Für den Görzer Teil von St. Jakob belegt das Verzeichnis zwölf Höfe, davon neun Schwaighöfe. Für den salzburgerischen Teil im Osten kann für diese Zeit auf fünf Höfe geschlossen werden. Insgesamt dürften um 1300 rund 100 Menschen im innersten Defereggental gelebt haben. Die Gründung von Schwaighöfen reichte in St. Jakob bis ins 14. Jahrhundert. Der Großteil der bäuerlichen Bevölkerung unterlag dem Freistiftrecht, das die Bevölkerung durch hohe Abgaben stark belastete.
Das hintere Defereggental war seit dem Hochmittelalter zwischen den Herrschaftsgebieten Görz und Salzburg geteilt. 1212 wurde die Herrschaft Matrei mit dem östlichen Deferregental (Großrotte, St. Veit und Hopfgarten) rechtsgültig dem Erzbistum Salzburg zugesprochen. Das Gebiet westlich des Trojer Almbachs bis zum Seebach unterstand ebenso wie die Enklaven Feistritz und Görtschach im salzburgerischen Defereggental der Herrschaft Görz mit Sitz im Schloss Bruck. Die Verwaltung erfolgte durch das Gericht und Pflegeamt Virgen (Burg Rabenstein). Das nördlich gelegene Gebiet um die Jagdhausalm unterstand bis 1918 dem Gericht Taufers (Brixen). Für das entlegene Gebiet des Virgener Pflegers wurde in St. Jakob ein Unterrichter (Niederrichter) eingesetzt, der seinerseits für jede Rotte einen Gerichtsbeisitzer (Schörgen) und einen Rottmann als Steuereinnehmer ernannte. Die Grundherrschaft übten neben dem jeweiligen Landesherren überwiegend kirchliche Institutionen aus.

### Kirchengründungen an der Wende zur Neuzeit
Auch kirchlich war das heutige Gemeindegebiet von St. Jakob geteilt. Das Gebiet westlich des Trojer Almbaches unterstand der Pfarre Matrei mit dem 1313 gegründeten Vikariat St. Veit. Das östliche Gebiet wurde von der Pfarre Virgen betreut. Anfang des 14. Jahrhunderts bestanden zwei Kirchen im Defereggental, die Vikariatskirche St. Veit sowie die hölzerne Jakobskapelle am Ausgang der Trojerklamm. Die Görzer Bauhütte ersetzte nach 1450 die Jakobskapelle durch eine spätgotische, gemauerte Spitzturmkirche. Das 1516 geweihte Bauwerk wurde 1548 Sitz eines Vikars. Der neu angelegte Friedhof ersparte der Bevölkerung den Transport der Verstorbenen nach Virgen. Auch in der Großrotte wurde nach 1450 mit dem Bau der Filialkirche des Vikariats St. Veit begonnen. Die Wallfahrtskirche St. Leonhard wurde durch ihre Funktion zur reichsten Kirche des Defereggentals.

### Die Erschließung des Bergbaus im 16. und 17. Jahrhundert

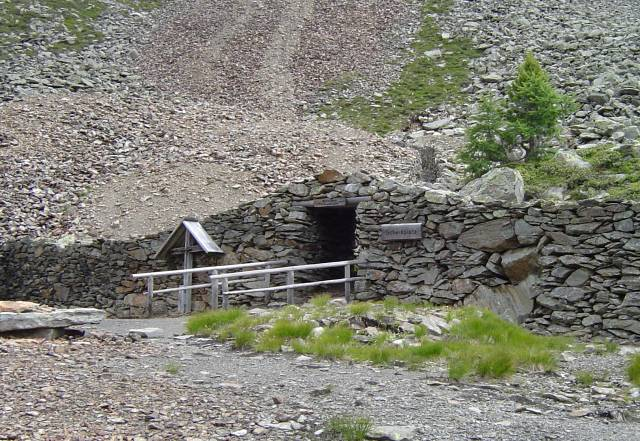
Knappengruben im Blindis

Nach dem Tod Graf Leonhards von Görz fielen die Görzer Besitzungen im Jahre 1500 an Maximilian I., der diese im Februar 1501 an die Grafschaft Tirol angliederte. Maximilian behielt nur die Landeshoheit und verkaufte 1501 die Grafschaft an Michael von Wolkenstein-Rodenegg. 1653 erwarb das Haller Damenstift nach dem Konkurs der Vorbesitzer das Landgericht Lienz.
Ende des 15. Jahrhunderts bestand im Innersten Defereggental ein rein bäuerliches Sozialgefüge. Durch das starke Bevölkerungswachstum verstärkten die Bauern die Erschließung neuer landwirtschaftlicher Nutzflächen. Um 1550 war dieser Prozess abgeschlossen, erste Hofteilungen verkleinerten jedoch die Betriebsgrößen. Ende des 15. Jahrhunderts begann auch die Erschließung des Bergbaus. Nach und nach entstanden Erzgruben am Nordrand der Panargenkette, nördlich der Trojenalm (Blindis), am Tögischer Bachl, sowie nahe der Blindis- und Jesacher-Almen. In den Gruben wurde nach Kupfer, Blei, Gold und Silber geschürft. Die Familienstrukturen, geprägt von Gemeinschaftsbesitz und Heiratbeschränkungen (Mithauserei), begannen durch die zusätzliche Einnahmequelle und die damit verbundenen Heiratsmöglichkeiten allmählich aufzubrechen. Die Bevölkerung wuchs Schätzungen zufolge zwischen 1550 und 1614 von 350 auf 600 Personen. Auf dem Höhepunkt des Bergbaus beantragten 1617 die „Glaureter Gewerke“ die Errichtung einer Schmelzhütte in St. Jakob. Zuvor war das Erz über einen eigens angelegten Fahrweg nach Unterpeischlach transportiert worden. Auch in Rinderschinken bestand eine Schmelzhütte, um die sich eine kleine Bergwerkssiedlung gruppierte. Da die Grundherren unverhältnismäßig hohe Abgaben verlangten und billige amerikanische Metalle eingeführt wurden, setzte ab der Mitte des 17. Jahrhunderts ein deutlicher Abschwung des Bergbaus ein.

### Die Ausweisung der Deferegger Protestanten
Durch sesshaft gewordene Bergknappen oder den Hausiererhandel gelangten die protestantischen Lehren um 1600 ins Defereggental. Möglicherweise gab es auch eine Kontinuität des evangelischen Glaubens seit der frühen Reformation. 1666 wurde dem Erzbistum Salzburg zugetragen, dass im Defereggental nicht alle Bewohner rechtgläubig seien. Ab 1680 folgten Befragungen und Verhöre. Nach der Festnahme eines verdächtigten Anführers zogen 1684 70 Bauern nach Matrei und stellten das Gesuch, an ihrer Lehre festhalten oder das Land verlassen zu dürfen. Der Salzburger Erzbischof Max Gandolf von Kuenburg forderte daraufhin die Bevölkerung auf, zum katholischen Glauben zurückzukehren oder sich auf die Ausweisung vorzubereiten. Bereits ab Dezember 1684 erfolgten die ersten Ausweisungen. Insgesamt wurden fast 1.000 Personen aus dem Defereggental zur Ausreise gezwungen, wobei aus dem Tiroler Bereich von St. Jakob 51 Personen und aus dem Salzburger Bereich 90 Personen ausgewiesen wurden. Die Kinder mussten zum Großteil zurückgelassen werden, den Besitz durften die Protestanten verkaufen. Die ausgewiesenen Personen siedelten sich vor allem im Bereich der heutigen deutschen Bundesländer Bayern und Baden-Württemberg an, die zurückgelassenen Kinder wurden teilweise von ihren Eltern aus dem Defereggental entführt.

### Die Hausiererepoche 1680 bis 1850
Mit dem Niedergang des Bergbaus stiegen immer mehr Talbewohner in das Hausierergewerbe ein. Der neue Erwerbszweig löste die Familienstrukturen endgültig auf, da die Großfamilien das Kapitalrisiko des Handels nicht tragen konnten. Neben der Auflösung der engen familiären Bindungen führte das Ende der Mithauserei zu einer starken Zersplitterung des Grundbesitzes. Der Handel mit Wetzsteinen, Tuch, Kotzen (Wolldecken) oder Teppichen führte die Hausierer durch weite Teile Europas. Zur Erntezeit und Mahd kehrten die Händler zu ihren Höfen zurück.

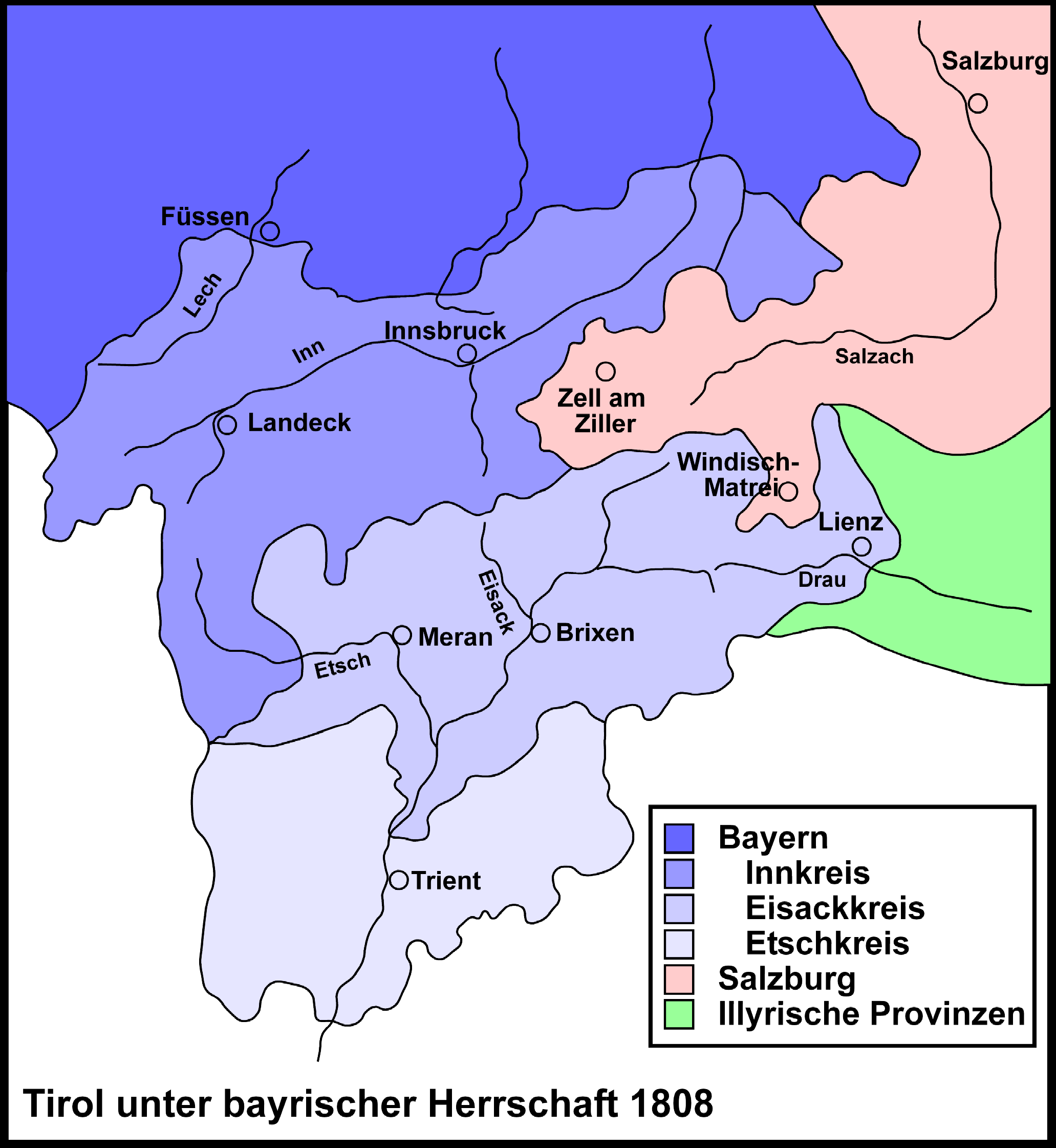
Tirol im Jahr 1808 mit dem zwischen Bayern und Salzburg geteilten Defereggental südlich von Windisch-Matrei

Durch die Koalitionskriege wurden auch die jahrhundertealten, politischen Strukturen nachhaltig verändert. Die Niederlagen Österreichs gegen Napoléon Bonaparte in den Schlachten bei Austerlitz (1805) und Wagram (1809) führten zur Abtretung Tirols an Bayern. Die Schützen des Defereggentals beteiligten sich 1809 an den Kämpfen um die Lienzer Klause und Ainet, im Dezember erfolgte jedoch die endgültige Besetzung Osttirols durch französische Truppen. Zahlreiche Osttiroler, darunter der aus St. Jakob stammende Virgener Kooperator Martin Unterkircher, wurden hingerichtet. Das Defereggental wurde 1810 zu einer Gemeinde (Maierie) zusammengefasst, die 1811 den neu geschaffenen illyrischen Provinzen angeschlossen wurde. Bereits 1813 endete die Herrschaft der Franzosen, und Kaiser Franz I. ordnete die Vereinigung des ehemaligen Salzburger Territoriums mit Tirol an. Dadurch wurde die Teilung Tirols zwischen zwei Ländern endgültig aufgehoben. 1817 folgte die Untergliederung des Defereggentals in Anlehnung an die Vikariatsbereiche in drei Gemeinden, wobei die Großrotte 1818 an die Gemeinde St. Jakob fiel. Diese Bevölkerungszunahme macht einen Neubau der Jakobskirche in den Jahren 1827/30 notwendig.
Die Revolution von 1848 führte zur Bauernbefreiung und Grundentlastung. Durch die Ausbreitung stehender Geschäfte wurde gleichzeitig der Hausiererhandel immer mehr eingeschränkt. Die Handelsgesellschaften stellten ihr Angebot zunächst auf Uhren und Strohhüte um, danach gründeten sie selbst Geschäfte in größeren Städten. In Domzale (Krain) siedelten sich mehrere Deferegger Hutfabriken an. Zahlreiche Deferegger wanderten in der Folge ab und holten ihre Familien nach. Der bis 1920 erfolgte Bevölkerungsschwund ermöglichte den zurückgebliebenen Einwohnern die Schaffung lebensfähiger landwirtschaftlicher Betriebe.

### St. Jakob zwischen 1914 und 1945

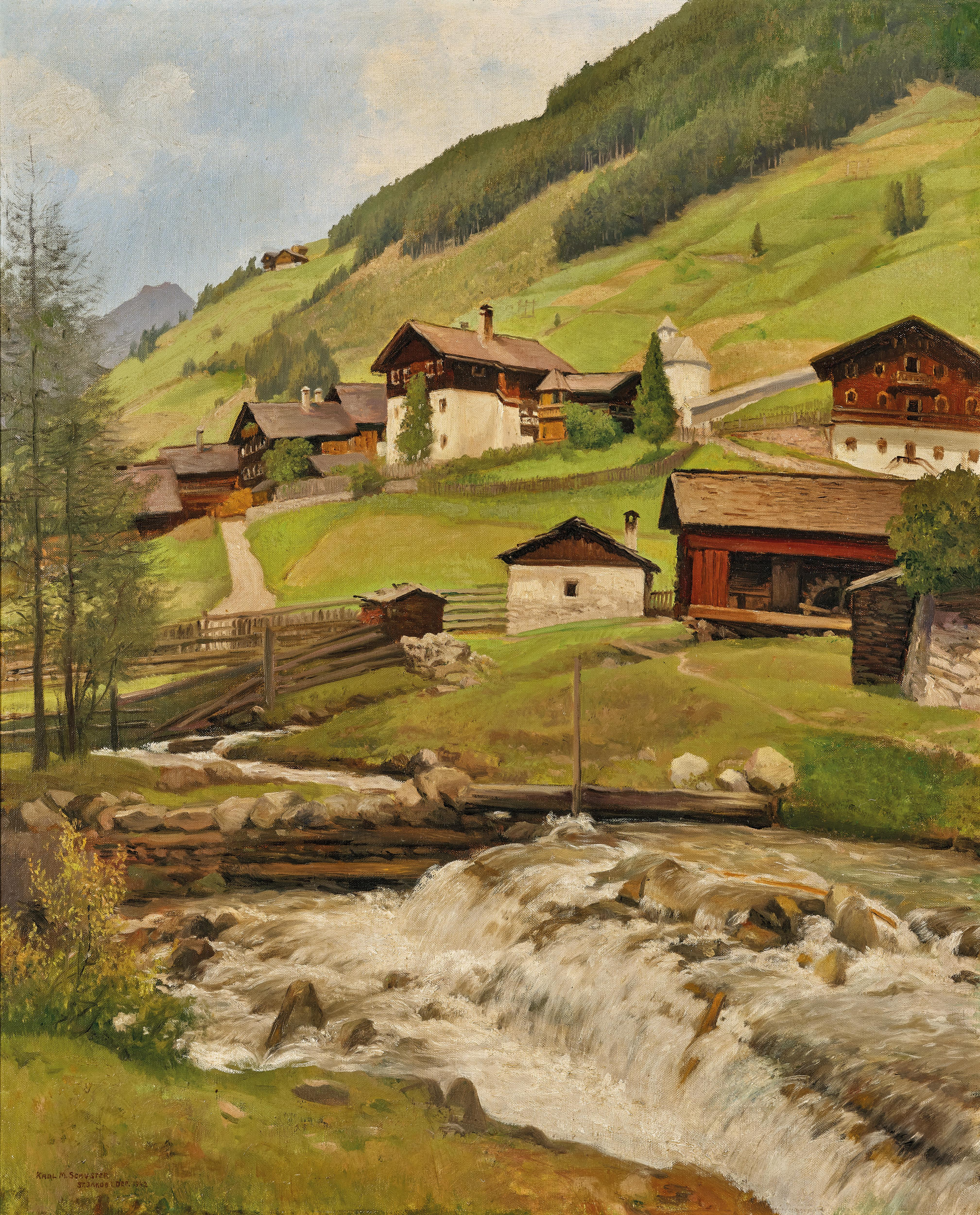
Karl Maria Schuster: St. Jakob im Defreggental, 1942

Der Militärdienst während des Ersten Weltkriegs kostete 59 Einwohner von St. Jakob das Leben. Durch die Neuziehung der Staatsgrenze zwischen Süd- und Osttirol wurde das Gebiet nördlich des Seebachs mit der Jagdhausalm der Gemeinde St. Jakob zugeschlagen. Der beginnende Aufschwung im Tourismus wurde von Land und Gemeinde durch Investitionen in die Infrastruktur unterstützt. Die Talstraße war bereits vor dem Ersten Weltkrieg neu gebaut worden, 1925 ging das erste Elektrizitätswerk in Betrieb. Die Nächtigungszahlen gingen während der Weltwirtschaftskrise ab 1929 zurück, erholten sich jedoch in den 30er Jahren. Wirtschaftliche Schwierigkeiten wie Zwangsversteigerungen bildeten die Grundlage für die verstärkte NS-Tätigkeit in der Region ab 1931/1932. Anfang 1933 gehörte St. Jakob zu den Gemeinden mit der höchsten Anzahl an NSDAP-Mitgliedern, die ihre Agitation auch nach dem Verbot der NSDAP fortsetzten. Nach der Ermordung von Bundeskanzler Engelbert Dollfuss instrumentalisierte der Ständestaat das Attentat als Heldentod. Noch heute ist der ermordete Kanzler im Deckenfresko der Pfarrkirche abgebildet. Nach dem „Anschluss“ Österreichs an das Deutsche Reich erfolgte auch in St. Jakob die Gleichschaltung sowie Einbindung der Bevölkerung in die nationalsozialistischen Teilorganisationen. Durch das Arbeitsbeschaffungsprogramm wurden insbesondere im Baugewerbe und Rüstungswesen zahlreiche Arbeitsplätze geschaffen, die Gemeindeentschuldung befreite St. Jakob von einer starken Schuldenlast. Im Forellenhof errichtete die Nationalsozialistische Volkswohlfahrt 1938 ein Müttererholungsheim, ab Ende 1940 bestand in der Gemeinde zusätzlich ein Arbeitsmaidlager. Von der Einberufung in den Kriegsdienst kehrten 53 Einwohner nicht mehr zurück. Sie starben überwiegend an der Ostfront.

### St. Jakob ab 1946

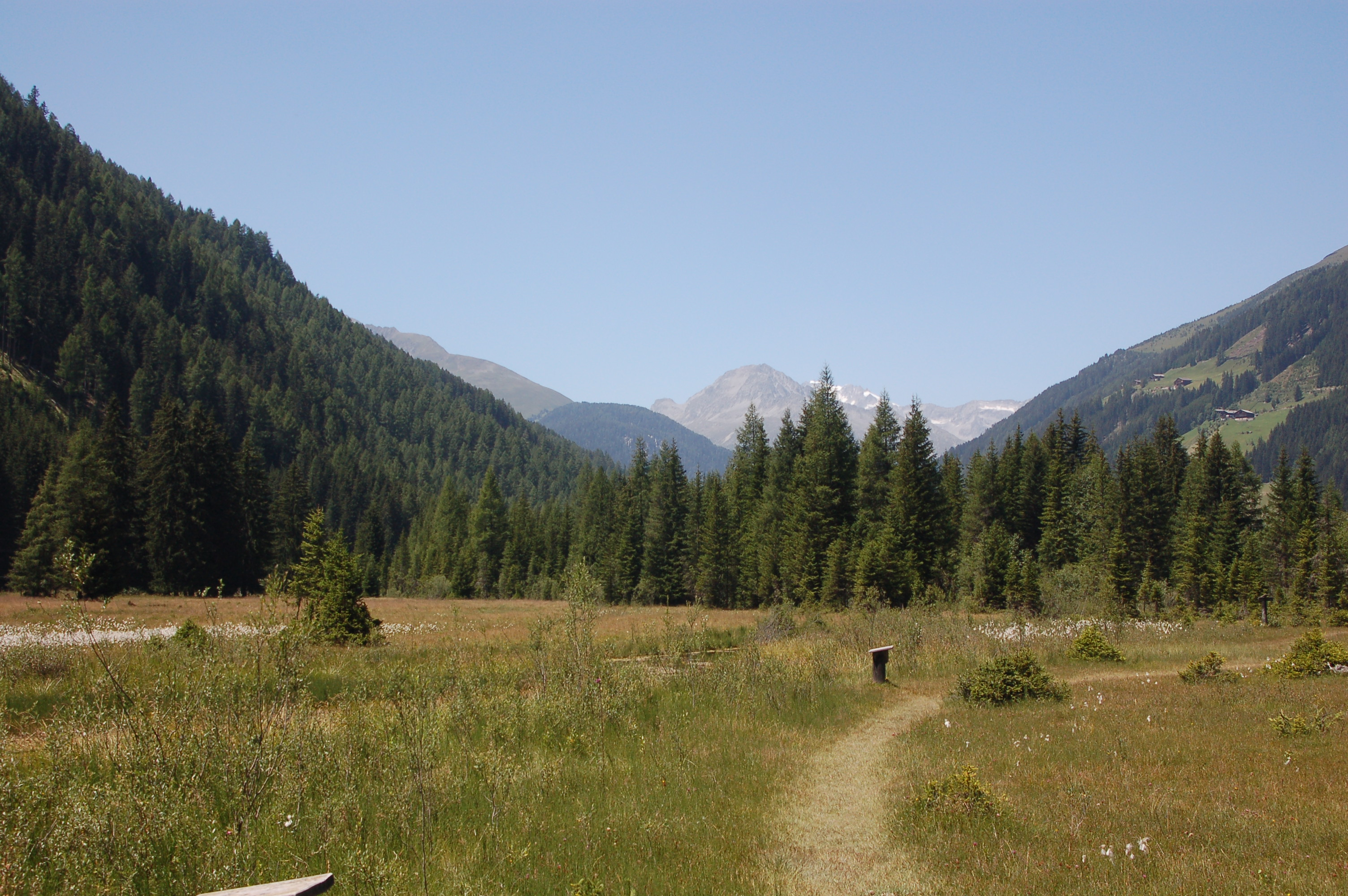
Das Überschwemmungsgebiet Bruggeralmbach am Wassererlebnisweg

Nach dem Ende des Zweiten Weltkriegs vollzog sich durch den Aufschwung des Tourismus ein starker wirtschaftlicher Wandel. Die Bedeutung der Landwirtschaft als zentrale Einkommensquelle ging zurück. Zahlreiche landwirtschaftliche Betriebe schufen sich durch die Vermietung von Ferienwohnungen ein Zusatzeinkommen. Die Entwicklung der Gemeinde wurde durch die Hochwasserkatastrophe 1965/66 in Osttirol kaum gebremst. Die schweren Schäden zogen jedoch umfangreiche Hochwasserschutzmaßnahmen nach sich. Den stärksten Entwicklungsschub erlebte St. Jakob durch die Eröffnung der Brunnalm Bergbahnen im Jahr 1966. Die Nächtigungszahlen konnten durch mehrere Infrastrukturmaßnahmen (Felbertauerntunnel, Staller Sattel) noch gesteigert werden und ließen St. Jakob zur zweitstärksten Tourismusgemeinde Osttirols aufsteigen. Nach der Gründung des Nationalparks Hohe Tauern 1991 investierte die Gemeinde verstärkt in den sanften Tourismus. Das „Haus des Wassers“, eine 2003 errichtete Bildungseinrichtung des Nationalparks, sowie der Wassererlebnisweg sind Zeichen dieser Entwicklung.

## Bevölkerung

### Bevölkerungsstruktur
In der Gemeinde St. Jakob in Defereggen lebten 2006 980 Menschen. Nach der Volkszählung 2001 waren 96,5 Prozent der Bevölkerung im Besitz der österreichischen Staatsbürgerschaft (Tirol: 90,6 Prozent). Zur römisch-katholischen Kirche bekannten sich 95,0 Prozent der Einwohner (Tirol: 83,4 Prozent), 1,2 Prozent waren evangelisch, lediglich 1,8 Prozent ohne religiöses Bekenntnis. Die Altersstruktur von St. Jakob lag 2001 etwa im Landesdurchschnitt. So waren 2001 18,7 Prozent der Einwohner jünger als 15 Jahre (Tirol: 18,4 Prozent) und 60,8 Prozent zwischen 15 und 59 Jahre alt (Tirol: 63,0 Prozent). Der Anteil der Einwohner im Alter von mehr als 59 Jahren lag mit 20,5 Prozent über dem Landesschnitt von 18,6 Prozent. Die Geschlechterverteilung war mit 50,5 Prozent Männern und 49,5 Prozent Frauen beinahe ausgeglichen. Nach dem Familienstand waren 48,8 Prozent der Einwohner ledig, 43,5 Prozent verheiratet, 5,6 Prozent verwitwet und 2,2 Prozent geschieden. Hierbei ist insbesondere die starke Abweichung der Scheidungsrate vom Landesdurchschnitt von 4,8 Prozent auffällig.

### Bevölkerungsentwicklung
Da die erste moderne Volkszählung in Österreich-Ungarn 1869 erfolgte, sind die Daten der Bevölkerungszahlen nicht ohne weiteres zu vergleichen. So wurde 1847 die rechtliche Bevölkerung gezählt, also jene Personen, die in St. Jakob das Heimatrecht innehatten. Dabei wurden auch Personen gezählt, die bereits lange zuvor abgewandert waren. Dennoch dürfte die Bevölkerungszahl bis zur Mitte des 19. Jahrhunderts bei rund 1.300 Menschen gelegen sein. Berichte aus der Mitte des 18. Jahrhunderts beklagten eine starke Überbevölkerung des Defereggentals, die aus dem Geldzufluss durch den Wanderhandel resultierte. In der Folge kam es jedoch, wie in der überwiegenden Zahl der Bergtäler Tirols, zu einer starken Abwanderung. Die Bewohner des Defereggentales waren zudem am Ausbau der Strohhutindustrie der österreich-ungarischen Monarchie beteiligt. Die Auswanderung und der Hausiererhandel spiegeln sich auch in der Geschlechterverteilung wider. Bis 1890 waren deutlich weniger als 40 % der anwesenden Bevölkerung männlichen Geschlechts. Den Tiefstand erreichte die Bevölkerungszahl in den 1920er Jahren, als die Einwohnerzahl unter 800 Personen sank. Danach verzeichnete die Gemeinde St. Jakob ein allmähliches Wachstum, das sich durch den Tourismusaufschwung in den 60er Jahren stark steigerte. Seit den 70er Jahren stagniert die Einwohnerzahl und sank nach 2001 wieder unter 1.000 Personen ab. Der Rückgang der Bevölkerungszahl erfolgt trotz positiver Geburtenbilanz wegen der stark negativen Wanderungsbilanz.

## Kultur und Sehenswürdigkeiten

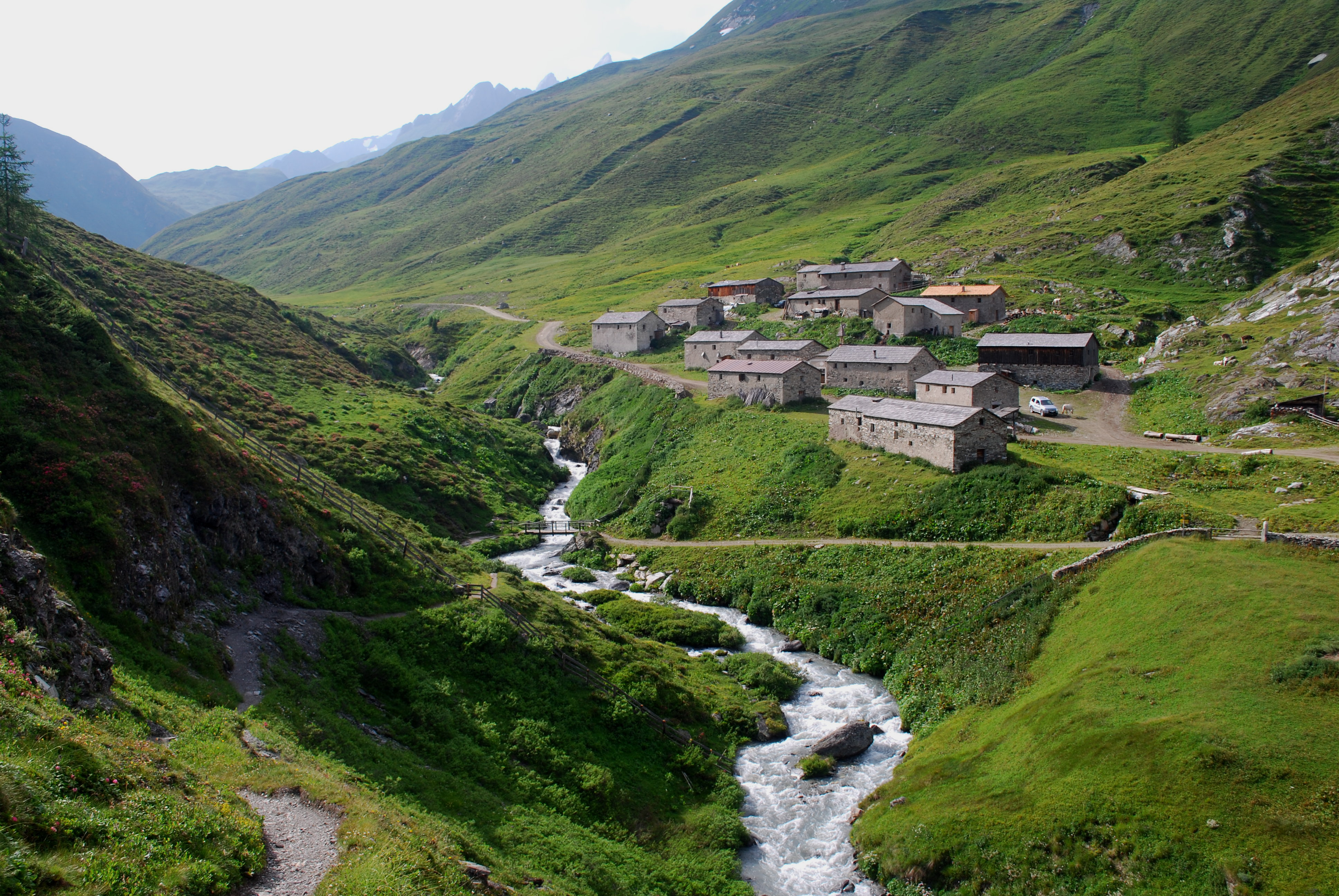
Jagdhausalm

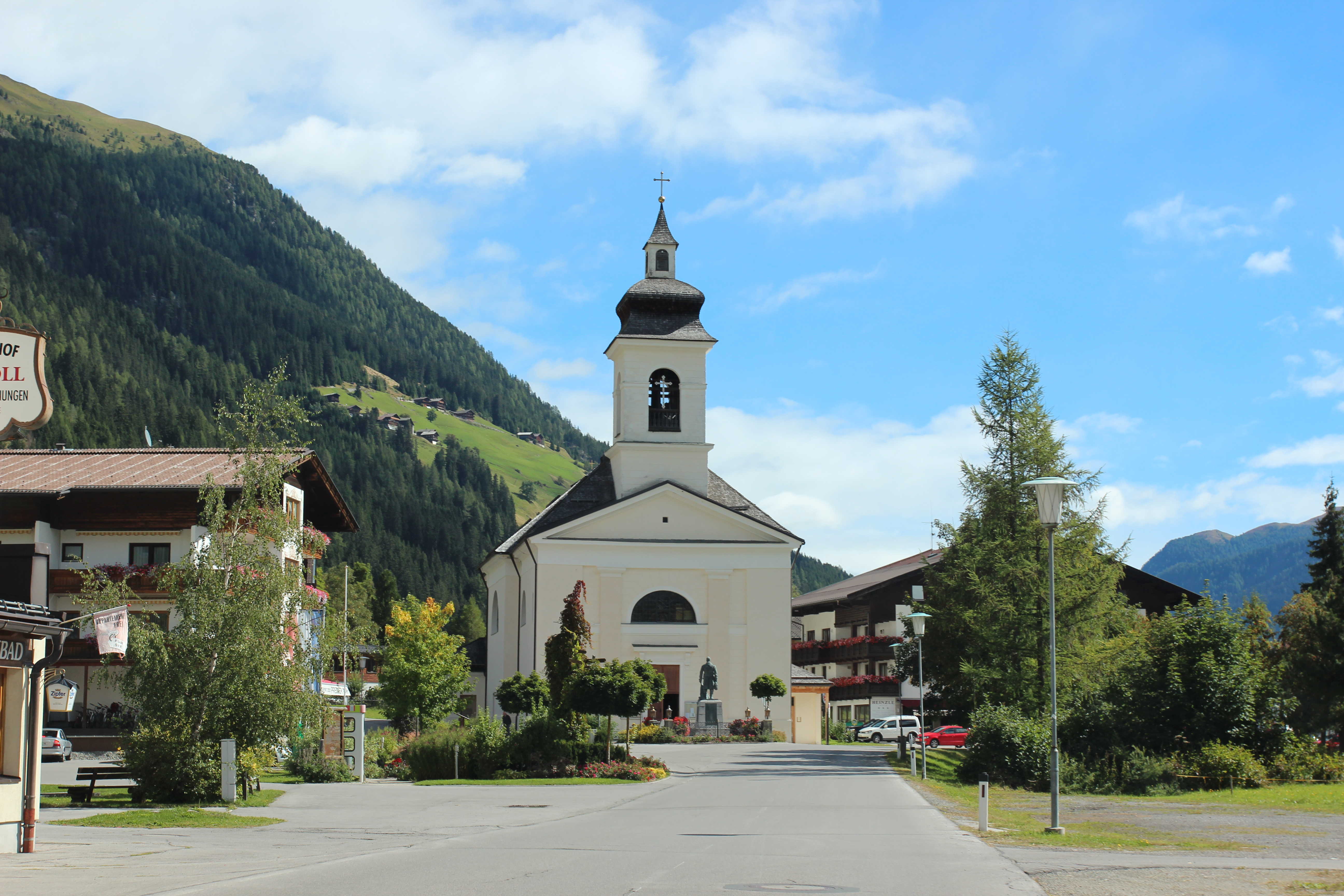
Pfarrkirche St. Jakob in Defereggen

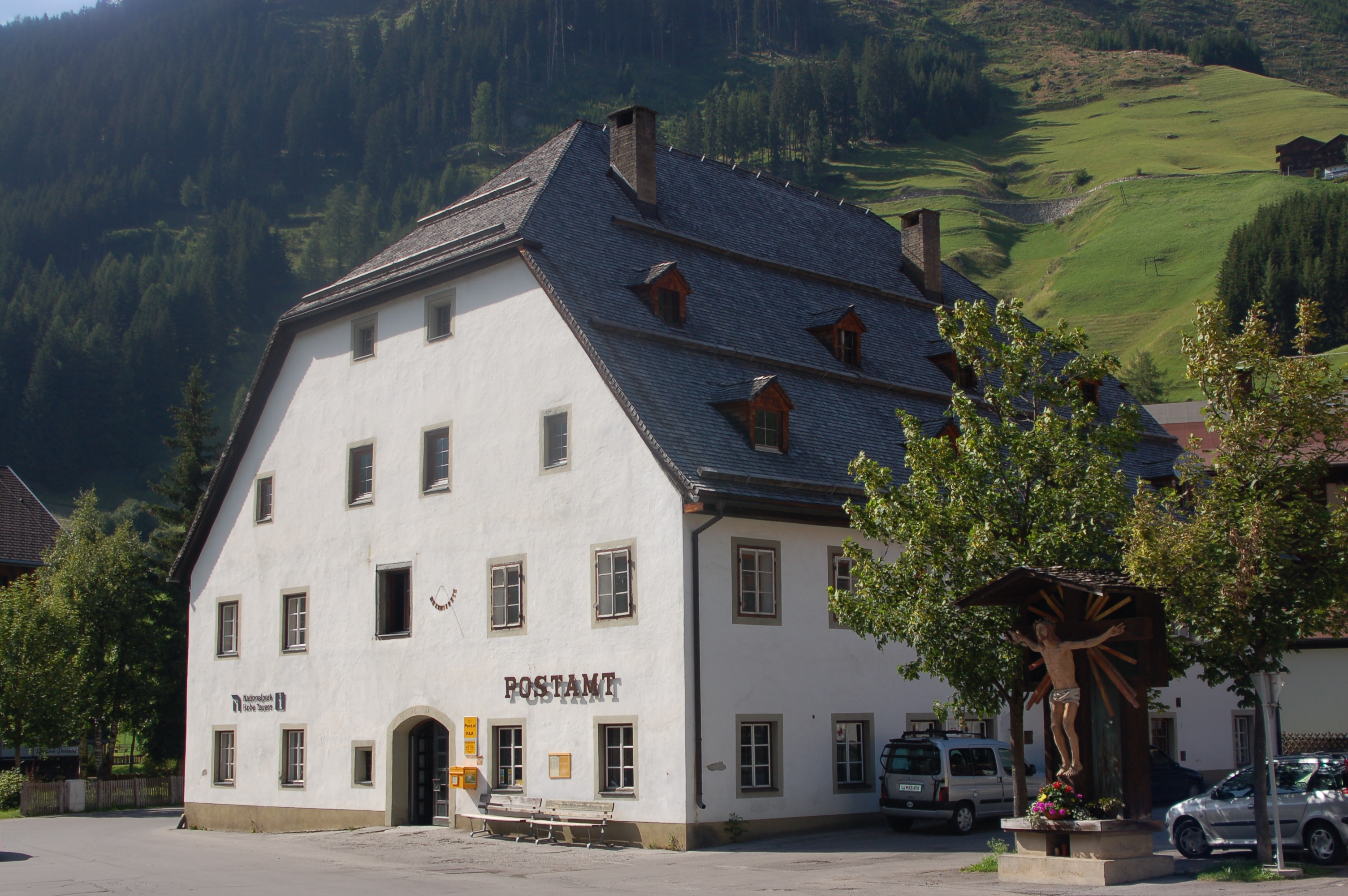
Knappenhaus

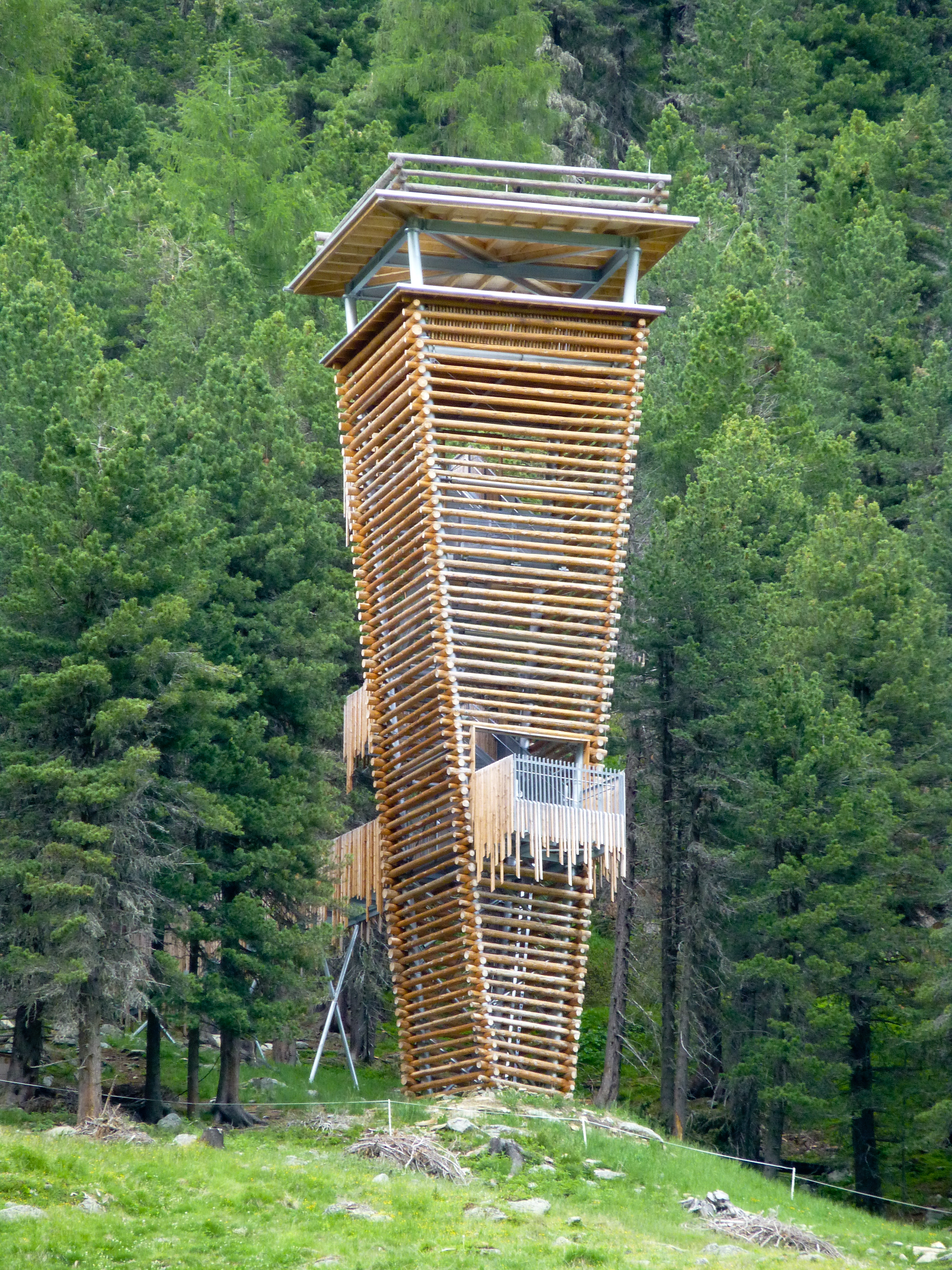
Aussichtsturm Oberhaus

- Jagdhausalm: Die kleine Almsiedlung am Eingang des Arventals besteht aus 15 Steinhäusern und einer Kapelle und wird auf Grund ihrer Erscheinung auch als Klein-Tibet bezeichnet. Trotz der Höhenlage von 2.009 Metern bestanden hier im 13. Jahrhundert Schwaighöfe, die ganzjährig bewirtschaftet wurden. Das Gebiet gehörte ursprünglich zum Gericht Taufers und steht noch heute im Besitz Südtiroler Bauern, die jährlich Mitte Juni rund 330 Jungrinder auf die Alm treiben.
- Die Deferegger Heilwasserwelt befindet sich einen viertelstündigen Spaziergang, entlang an Skulpturen einheimischer Künstler, die die Geschichte der Schnabelmenschen erzählen, entfernt. Der Platz wurde 2004 mit einer Tiefenbohrung nach Thermalwasser erschlossen. Gefunden wurde hingegen ein Heilwasser. Vor Ort gibt es Führungen, rund um das Thema der Bohrung und es Heilwassers, die Möglichkeit auf Sonnenliegen zu verweilen oder aber auch zu Kneippen.

- Katholische Pfarrkirche St. Jakob in Defereggen: Durch die einstige Zugehörigkeit der Gemeinde zu mehreren Pfarrgebieten bestehen zwei größere Kirchen. Die Pfarrkirche zum Heiligen Jakobus dem Älteren geht auf eine Holzkapelle zurück, die in der zweiten Hälfte des 15. Jahrhunderts durch eine spätgotische, gemauerte Spitzturmkirche ersetzt wurde. Auf Grund des Wachstums der Gemeinde wurde anstatt der spätgotischen Kirche 1827 bis 1830 ein Neubau errichtet. Der Vorarlberger Baumeister Simon Moosbrugger plante ursprünglich einen klassizistischen Repräsentationsbau mit Doppelturmfassade. Auf Grund von Kapital- und Bauproblemen konnten die Türme jedoch nicht vollendet werden und die Pfarrkirche erhielt lediglich einen wuchtigen Dachreiter, der um eine Laterne erhöht wurde. Das Innere der Pfarrkirche ist der Verherrlichung Christi als König gewidmet (Fresken von Johann Baptist Oberkofler).

In der Äußeren Großrotte befindet sich die Filialkirche zum Heiligen Leonhard, die in der zweiten Hälfte des 15. Jahrhunderts errichtet wurde und ursprünglich dem Vikariat St. Veit unterstand. Der spätgotische Bau wurde im 18. Jahrhundert barockisiert und im 19. Jahrhundert regotisiert. 1954 bis 1960 wurden bei einer Renovierung alle spätgotischen Merkmale wieder freigelegt. Neben den beiden Pfarrkirchen besteht in der Oberrotte mit der Kapelle Maria-Hilf noch eine größere Kapelle. Die 1785 fast zur Gänze erneuerte Kapelle verfügt in ihrem schlichten Inneren über ein von einem Strahlenkranz umgebenes Marienbild sowie Glasfenster mit den Motiven von Gnadenbildern aus umliegenden Marienwallfahrtsorten.
Mehrere Einrichtungen zeugen noch von der einstigen Bedeutung des Bergbaus. Das Handelhaus im Hauptort der Gemeinde wurde 1627 errichtet und diente als Betriebs- und Verwaltungsgebäude der Bergwerksgesellschaft. Das Handel- oder auch Knappenhaus genannte Gebäude ist außen durch eine Sonnenuhr geschmückt und dient heute als Verwaltungs- und Wohnhaus, bis Ende März 2011 war in dem Gebäude auch ein Postamt untergebracht. Eine lokale Initiative konservierte zudem die Überreste der Erzaufbereitungsanlage im „Blindis“. Auch ein Stollen im Tögischtal ist noch begehbar. Eine weitere Sehenswürdigkeit stellt das "archäologische talschaftsmuseum zeitreise defereggen" dar. Imposantestes Ausstellungsstück ist ein ca. 1.000 Jahre alter Einbaum aus Zirbenholz, der vor einigen Jahren im Obersee am Staller Sattel gefunden wurde.
Im Tal der Schwarzach steht am Rande des Oberhauser Zirbenwalds nahe der Oberhausalm der 22 m hohe Aussichtsturm Oberhaus, der als Teil des „Natur- und Kulturlehrwegs Oberhauser Zirbenwald“ hauptsächlich als Wildtierbeobachtungsturm dient.

### Kultur und Brauchtum
Der St. Jakober Nikolausumzug wird alljährlich vom Nikolaus- und Krampusverein veranstaltet. Dabei wird der Nikolaus von traditionellen Figuren mit handgeschnitzten Masken (Engel, Braut und Bräutigam, Litterin und Lotter, Spielmann etc.) und verschiedenen Krampussen begleitet. Die Musikkapelle St. Jakob wurde 1908 gegründet, geht jedoch auf die 1854 gegründete „Musikbande“ zurück, die zur Unterstützung des Kirchenchors gebildet worden war. Zu den traditionellen Brauchtumsvereinen zählt auch die Schützenkompanie St. Jakob. Mitglieder der Musikkapelle spielen auch in volkstümlichen Gruppen wie die Deferegger Adler oder die Deferegger Tanzlmusik. Des Weiteren besteht in St. Jakob eine Volktanz- und Schuhplattlergruppe. Die Heimatbühne St. Jakob wurde 2001 wiederbelebt und spielt alljährlich eine Produktion. Das Repertoire umfasste dabei vor allem bäuerliche Stücke sowie Werke von Jack Popplewell.

### Sport
In St. Jakob bestehen zwei Sportvereine, der Wintersportverein und der Sommersportverein St. Jakob in Defereggen. Beide Vereine sind Mitglieder des Allgemeinen Sportverbands Österreichs (ASVÖ) und bieten die Sportarten Ski-Alpin, Ski-Nordisch und Snowboard beziehungsweise Fußball, Tennis und Volleyball an. Erfolgreichster aktiver Sportler aus St. Jakob war der Skirennläufer Mario Scheiber. Auch die ehemalige Skirennläuferin und Weltcup-Siegerin Ida Ladstätter stammt aus der Gemeinde. Der Fußballverein St. Jakob in Defereggen nimmt auf Grund der Entfernung zu Nordtirol wie alle Osttiroler Vereine an den Meisterschaften der Kärntner Liga teil und trägt seine Spiele auf dem Sportplatz in der Inneren Großrotte aus. In der Saison 2012/13 spielt der Fußballverein in der 2. Klasse A, welche auch liebevoll Gletscherliga genannt wird. 2015/16 stieg der Fußballverein in die 1. Klasse auf.

## Wirtschaft und Infrastruktur

### Arbeitsstätten und Beschäftigte
Die im Rahmen der Volkszählung durchgeführte Arbeitsstättenzählung ergab 2001 in St. Jakob 101 Arbeitsstätten mit 403 Beschäftigten (ohne Landwirtschaft), wobei 81 Prozent unselbständig Beschäftigte waren. Gegenüber dem Jahr 1991 war die Anzahl der Arbeitsstätten um 8 Einheiten (8,6 Prozent) gestiegen. Die Beschäftigungszahlen hatten sich zwischen 1991 und 2001 mit 59,9 Prozent stark erhöht. Wichtigster Wirtschaftszweig in der Gemeinde ist das Beherbergungs- und Gaststättenwesen, das 2001 rund 62 Prozent der Betriebe sowie 58 Prozent der Beschäftigten in der Gemeinde umfasste. Gemessen am Anteil der Beschäftigten folgen danach das Transportwesen (14 Prozent der Beschäftigten), Handel und Unterrichtswesen. Die Betriebsgrößen der Betriebe von St. Jakob sind sehr klein, lediglich drei Betriebe verfügen über mehr als 20 Beschäftigte (zwei Hotels und ein Transportbetrieb). Da die Bergbahnen St. Jakob einen ausgedehnten Wintertourismus ermöglichen, ergeben sich in der Gemeinde bessere Beschäftigungsmöglichkeiten und eine geringere Pendlerzahl als beispielsweise im benachbarten Virgental. In St. Jakob pendeln 43 Prozent der erwerbstätigen Einwohner zur Arbeit aus der Gemeinde (Virgen 72 Prozent). 63 Prozent der Auspendler fanden dabei Arbeit im Bezirk Lienz, vorrangig in der Bezirkshauptstadt Lienz. Jeweils rund 20 Beschäftigte pendelten nach Nordtirol, in andere Bundesländer oder ins Ausland aus. Gleichzeitig fanden 2001 138 Einpendler Arbeit in St. Jakob. 36 Prozent dieser Gruppe stammten aus der Nachbargemeinde St. Veit.

### Land- und Forstwirtschaft
| Viehbestand zwischen 1952 und 2006 | Viehbestand zwischen 1952 und 2006 | Viehbestand zwischen 1952 und 2006 | Viehbestand zwischen 1952 und 2006 | Viehbestand zwischen 1952 und 2006 |
| ---------------------------------- | ---------------------------------- | ---------------------------------- | ---------------------------------- | ---------------------------------- |
|                                    | 1953                               | 1983                               | 1991                               | 2006                               |
| Viehbesitzer                       | 130                                | 57                                 | 53                                 |                                    |
| Pferde                             | 55                                 | 22                                 | 13                                 | 17                                 |
| Rinder                             | 697                                | 613                                | 498                                | 409                                |
| Schweine                           | 245                                | 107                                | 92                                 | 18                                 |
| Schafe                             | 170                                | 20                                 | 71                                 | 307                                |
| Ziegen                             | 178                                | —                                  | 2                                  |                                    |
| Hühner                             | 920                                | 229                                | 140                                | 84                                 |

In St. Jakob bestanden 1999 75 land- und forstwirtschaftliche Betriebe, die insgesamt 13.997 Hektar bewirtschafteten. Dabei wurden nur 7 Betriebe im Haupterwerb, 46 Betriebe im Nebenerwerb geführt. 22 Betriebe standen im Eigentum juristischer Personen. Gegenüber 1995 hat sich der Rückgang der landwirtschaftlichen Betriebe insbesondere im Bereich der Nebenerwerbslandwirte fortgesetzt, während die Zahl der Betriebe im Haupterwerb gleich blieb. Insgesamt reduzierte sich die Zahl der landwirtschaftlichen Betriebe zwischen 1995 und 1999 um 14 Prozent, während die bewirtschaftete Fläche beinahe unverändert blieb. Bis zum Jahr 2007 reduzierte sich die Anzahl landwirtschaftlicher Betriebe weiter und lag in diesem Jahr bei 49 Einheiten, darunter vier Agrargemeinschaften (ohne Betriebe juristischer Personen). Die Betriebsanzahl wird sich nach Schätzung der Bezirkslandwirtschaftskammer in den nächsten Jahren weiter um einige Betriebe reduzieren, insbesondere alters- oder gesundheitsbedingt. Die einigermaßen bewirtschaftbaren Flächen werden mit größter Wahrscheinlichkeit aber nicht brach fallen. Der ehemals vor allem zur Eigenvorsorge betriebene Ackerbau (Getreide, Kartoffeln etc.) ist heute praktisch vollständig verschwunden. Lediglich 0,03 Hektar wurden 2007 noch für den Kartoffelanbau genutzt. Alle anderen landwirtschaftlichen Flächen dienen als Weiden oder Mähwiesen. Die landwirtschaftlichen Betriebe leben vor allem von der Viehzucht und der Waldnutzung. Als Nebenerwerb dient der Tourismus. Nur noch fünf Almen werden von Einheimischen bewirtschaftet, acht Almen werden von Eigentümern aus Südtirol und Oberlienz beschickt. Der Wald der Gemeinde steht zum allergrößten Teil im Besitz von Agrargemeinschaften, die jedoch nur einen geringen Anteil der Erträge im örtlichen Sägewerk verarbeiten.

### Tourismus

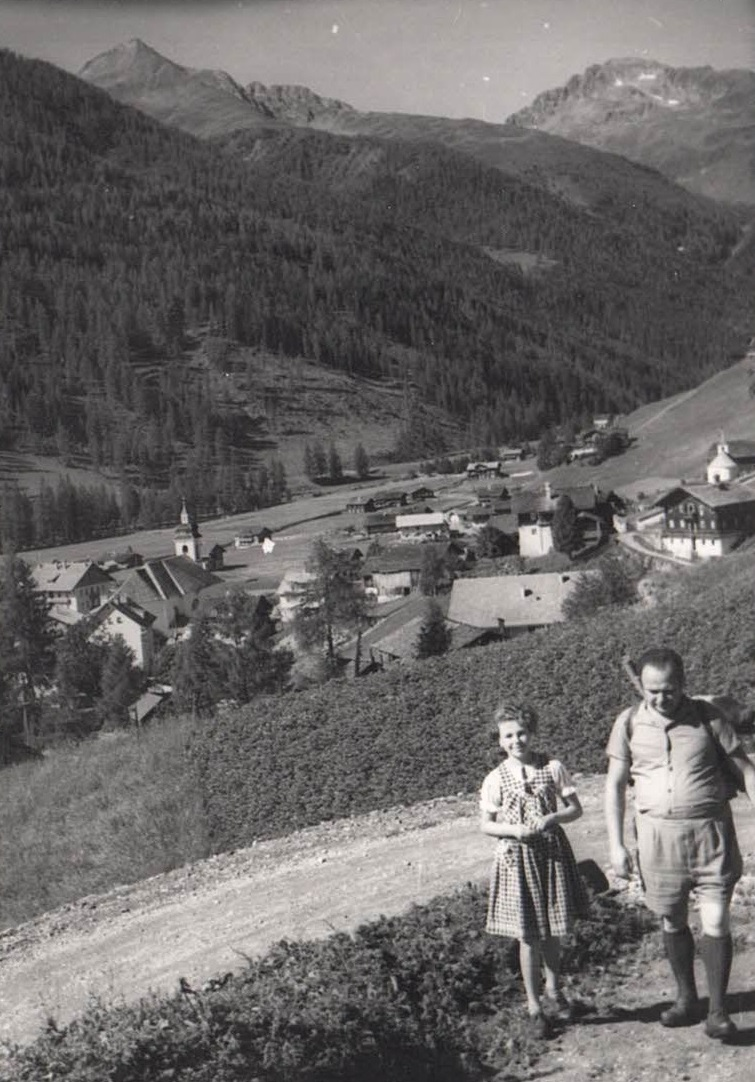
Urlaubsgäste aus Wien auf einer Wanderung bei St. Jakob, 1956

St. Jakob wurde bis zur Mitte des 19. Jahrhunderts nur selten von Fremden besucht. Erste bescheidene touristische Ansätze entwickelten sich erst durch ausgewanderte Deferegger, die zusammen mit Freunden oder Bekannten ihren Heimatort besuchten. Die touristische Erschließung setzte um die Jahrhundertwende ein. 1900 errichtete die Alpenvereinssektion Barmen die Barmer Hütte. In der Folge wurde das Barmer Heim neben dem Handelshaus gekauft und ausgebaut. Durch die schlechte Erreichbarkeit, der Ausbau der schmalen und steinigen Talstraße dauerte bis zum Beginn des Ersten Weltkriegs, blieb der Tourismus jedoch zunächst auf Heimatbesucher und Alpinisten, die nur wenige Tage in St. Jakob nächtigten, beschränkt. Nach dem Ersten Weltkrieg entwickelte sich der Tourismus zu einer wichtigen Einkommensquelle der Gemeinde St. Jakob. Die Nächtigungszahlen waren bereits in den 20er-Jahren deutlich höher als in den benachbarten Gemeinden und konnten durch die Errichtung einer regelmäßigen Autobusverbindung nach Lienz und dem Bau der Neuen Reichenberger Hütte 1926 auf über 20.000 Nächtigungen pro Jahr gesteigert werden. Der Tourismus beschränkte sich in der Zwischenkriegszeit noch auf die Sommersaison, 80 Prozent der Besucher waren Inländer. Nach dem Zweiten Weltkrieg wurden bereits 1950/1951 die Nächtigungszahlen der 30er-Jahre übertroffen. Durch das Wirtschaftswunder und den Bau der Felbertauernstraße 1967 konnte die Zahl der Nächtigungen weiter gesteigert werden. Im Fremdenverkehrsjahr 1968/1969 lag die Zahl der Übernachtungen bereits bei 145.555. Nach der Errichtung der Brunnalm-Lifte 1966 konnte sich St. Jakob auch als Wintersportort positionieren und die Eröffnung des Staller Sattels 1974 öffnete St. Jakob nach Italien. Der Tourismus entwickelte sich so immer mehr zum Haupterwerbszweig der Bevölkerung. Der in den 1970er-Jahren geplante Wintersportort am Staller Sattel (Sport- und Erholungszentrum Obersee) mit rund 5.000 Gästebetten wurde auf Grund eines Lawinenabgangs im geplanten Baubereich nie verwirklicht.

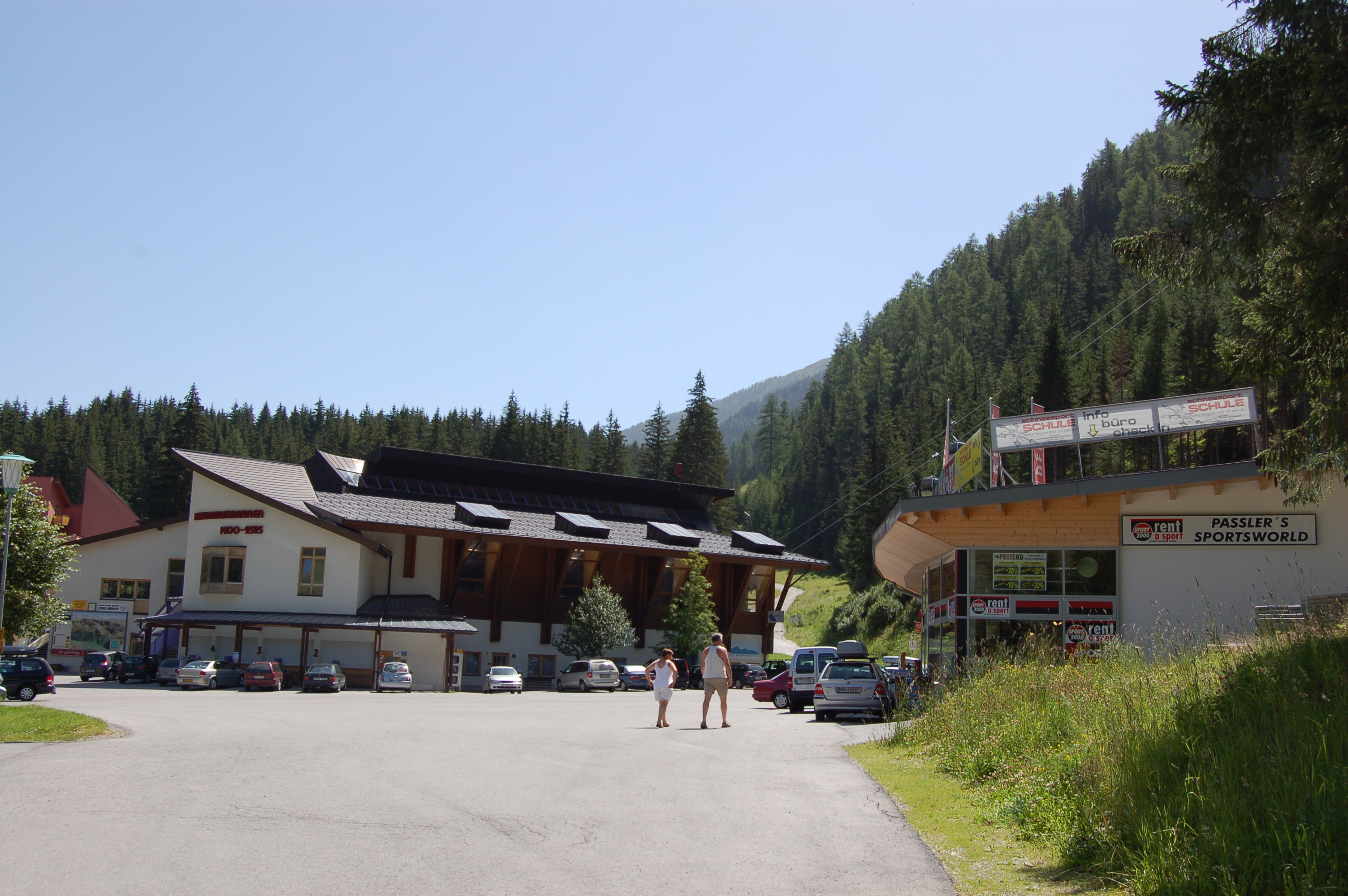
Durch die Brunnalm Bergbahnen erschloss St. Jakob auch den Wintertourismus

St. Jakob konnte seine Nächtigungszahlen bis 1991 kontinuierlich auf 368.270 Nächtigungen steigern. Seitdem reduzierte sich die Zahl der Nächtigungen laufend. Im Sommer 2005 wurden in St. Jakob 107.252 Nächtigungen gezählt. 71 Prozent der Sommergäste stammten aus dem Ausland, wobei 52 Prozent der Gesamtnächtigungen auf Gäste aus Deutschland und 11 % auf Gäste aus Italien entfielen. Im Sommer 2000 waren in St. Jakob noch 123.812 Nächtigungen verbucht worden (−13,4 Prozent). Noch stärker sanken die Nächtigungszahlen im Wintertourismus. 2005/2006 verbuchte St. Jakob 155.862 Nächtigungen, gegenüber der Saison 2000/2001 ein Minus von 19 Prozent. Insgesamt verfügte St. Jakob 2005 über 2.575 Gästebetten und ist damit nach Matrei in Osttirol die Gemeinde mit den höchsten Betten- und Nächtigungszahlen Osttirols. Die Gemeinde St. Jakob ist heute zusammen mit den Osttiroler Nationalparkgemeinden im Tourismusverband Urlaubsregion Nationalpark Hohe Tauern Osttirol organisiert. Als Hauptattraktion dienen das Wandernetz und die Bergbahnen St. Jakob, die über eine Kabinenseilbahn, zwei Sessellifte und vier Schlepplifte verfügt. 2004 begannen in der Gemeinde Erkundungsbohrungen zur Erschließung einer Thermal- und Heilwasserquelle. Das Wasser der anerkannten Heilwasserquelle wird als „Deferegger Heilwasser“ vertrieben.

### Verkehr und Infrastruktur
Die verkehrsmäßige Aufschließung der Gemeinde erfolgt durch die Defereggentalstraße (L25), die ausgehend von Huben (Gemeinde Matrei) die Defereggener Gemeinden Hopfgarten, St. Veit und St. Jakob mit dem Staller Sattel und der italienischen Staatsgrenze verbindet. Die Defereggentalstraße verfügt in Huben über einen Anschluss an die Felbertauernstraße (B 108). Mit öffentlichen Verkehrsmitteln ist Virgen mittels Linienbussen der ÖBB-Postbus GmbH erreichbar. Die Linie 4414 bindet die Gemeinde dabei täglich bis zu sechsmal an die Bezirkshauptstadt Lienz an (Fahrzeit bis zum Ortszentrum: 59 Minuten). Geführt wird die Linie vom Lienzer Bahnhof über Huben bis zum Ortsteil Mariahilf. Im Sommer wird die Linie zwei Mal täglich bis auf den Staller Sattel geführt. Der nächstgelegene Anschluss an das Bahnnetz befindet sich im rund 41 Kilometer südöstlich gelegenen Lienz.
Anders als die benachbarten und umliegenden Gemeinden, hat sich St. Jakob nicht einem der Abwasserverbände angeschlossen, sondern betreibt im Ortsteil Feistritz an der Schwarzach eine eigene Kläranlage, die 1993 in Betrieb genommen wurde. Der Großteil des Ortskanalnetzes wurde zwischen 1976 und 1986 errichtet. 2001 wurde der Anschluss der Ortsteile Feistritz, St. Leonhard, Außerberg und Pötsch an das Ortskanalnetz fertiggestellt. Mit Ausnahme der Vorder- und Hinterladstatt sowie Erlsbach sind sämtliche Ortsteile und 89 % der abwasserproduzierenden Objekte (2002) von St. Jakob an das Netz angeschlossen. Der Abfall, der in der Gemeinde anfällt, wird über den Abfallwirtschaftsverband Osttirol (AWVO) entsorgt. Die Wasserversorgung der Gemeinde erfolgt über die die zuletzt vollständig erneuerte Gemeindewasserleitung und die 1959/60 gefasste Quelle „Wose“ westlich von Grünmoos. Die Stromversorgung wurde 1924 durch die Lichtgenossenschaft St. Jakob begründet, die 1925 ein Kraftwerk am Trojerbach in Betrieb nahm. Das Kraftwerk wurde bald durch ein Drehstromwerk am Klammausgang ersetzt und durch ein Werk am Bruggeralmbach ergänzt. Da die Genossenschaft den Strombedarf der Tourismusbetriebe (Hotels, Liftanlagen) nicht decken konnte, wurde das Versorgungsgebiet 1975 der TIWAG überlassen. Seit 1994 versorgt ein Biomasse-Fernheizwerk das Ortszentrum mit Fernwärme.

### Bildung
Ein eigenes Schulgebäude wurde erstmals 1888 neben der Pfarrkirche errichtet. Zuvor waren die Schüler im Wirtshaus Unterrain und danach im Handelshaus unterrichtet worden. Das heutige Schulhaus wurde 1978 eröffnet und beherbergt neben einer vierklassigen Volksschule eine Hauptschule, in der die Kinder von St. Jakob und St. Veit unterrichtet werden. Für den Besuch höherer Schulen müssen die Schüler von St. Jakob in die Bezirkshauptstadt Lienz pendeln. Die Volksschule in Mariahilf wurde 1977 aufgelöst. Der Gemeindekindergarten existiert seit 1976.
1924 wurde vom Gewerbeförderungsinstitut der Tiroler Handelskammer eine Schnitzschule in St. Jakob eröffnet, die von Bruno Costa geleitet wurde und 1933 aus finanziellen Gründen schließen musste. Zu den bedeutendsten Schülern gehören Josef Troyer und Gottfried Fuetsch.

### Sicherheit und Gesundheitswesen
Bis 2014 gehörte St. Jakob zu den wenigen Gemeinden in Osttirol, die eine eigene Polizeiinspektion hatten. Diese wurde anschließend mit den Inspektionen in Matrei in Osttirol und Huben zusammengelegt. Seit 1984 existiert in der Gemeinde eine Ortstelle des Roten Kreuzes, die die Gemeinden St. Jakob, St. Veit und Hopfgarten betreut. Die Freiwillige Feuerwehr wurde 1901 gegründet und hatte 2006 72 aktive Mitglieder. Zur Bergung von Bergopfern besteht in der Gemeinde eine Ortsstelle des Österreichischen Bergrettungsdienstes. Für die Gesundheitsversorgung steht in der Gemeinde ein Arzt für Allgemeinmedizin zur Verfügung, der als Sprengelarzt zudem die Nachbargemeinde St. Veit betreut. Für den Besuch eines Facharztes muss jedoch nach Matrei oder in die Bezirkshauptstadt Lienz mit dem Bezirkskrankenhaus ausgewichen werden.

## Politik

### Gemeinderat
Der Gemeinderat als oberstes Gremium der Gemeinde umfasst 11 Sitze und wird alle sechs Jahre im Zuge tirolweiter Gemeinderatswahlen gewählt. 
Bei den Gemeinderatswahlen treten in St. Jakob traditionell verschiedene, meist der ÖVP nahestehende Listen an. Diese Listen unterscheiden sich vor allem durch ihren Fokus auf unterschiedliche Berufsgruppen und spiegeln oftmals den bündischen Aufbau der ÖVP wider. In St. Jakob spielt jedoch auch die FPÖ eine starke Rolle. Der ehemalige Bürgermeister Gerald Hauser ist derzeit Nationalratsabgeordneter, sein Großvater war zwölf Jahre lang Bürgermeister in der Gemeinde.
2004 ging aus den Wahlen die Bürgermeisterliste Hubert Jesacher als Sieger hervor. Mit 49,1 Prozent und sieben Mandaten erreichte sie die absolute Mandatsmehrheit. Jesacher, der 1998 noch mit der Liste Tiroler Bauernbund angetreten war, konnte den Stimmenanteil seiner Liste verdoppeln. In der Bürgermeisterdirektwahl setzte sich Jesacher mit 54,8 Prozent knapp gegen seinen Konkurrenten Gerald Hauser durch. Dieser errang mit seiner Liste für St. Jakob – Gerald Hauser vier Mandate und konnte seinen Mandatsstand halten. Die Gemeinsame Liste für Tourismus und Wirtschaft verlor über acht Prozent und somit eines von drei Mandaten. Bei der Gemeinderatswahl 2010 verlor jedoch der seit 1998 amtierende Bürgermeister Hubert Jesacher seine Mandatsmehrheit und den Bürgermeistersessel. Mit 35,0 Prozent verlor die Bürgermeisterliste Hubert Jesacher 2 ihrer bisher 7 Mandate und stellte nur noch fünf Gemeinderäte. Jesacher selbst scheiterte zudem mit 38,9 Prozent an der Wiederwahl als Bürgermeister. Die Bürgermeisterdirektwahl gewann Gerald Hauser (FPÖ) mit 50,4 %, wobei seine Liste Wir mit Gerald Hauser mit 42,0 Prozent und sechs Mandaten zur stärksten Liste aufstieg. Den Einzug in den Gemeinderat erreichte zudem die Neue Liste St. Jakob mit 13,7 Prozent bzw. zwei Mandaten. Die Unternehmer- bzw. Zukunftsliste scheiterten hingegen am Einzug in den Gemeinderat. Aus den Wahlen 2016 ging die Für St. Jakob mit 38,15 % als stärkste Lister hervor. Die Liste Wir mir Gerald Hauser erreichte 33,54 %. 28,31 % gingen an Allgemeine Bürgerliste „wir St. Jakober“. Bei der Wahl des Bürgermeisters erreichte Gerald Hauser noch die meisten Stimmen (37,07 %) vor Ingo Hafele (32,07 %) und Hubert Jesacher (30,86 %). Im zweiten Wahlgang setzte sich dann Ingo Hafele mit 61,62 % durch.
Bedingt durch die bäuerlich und katholisch geprägte Bevölkerung ist die ÖVP in St. Jakob traditionell stark verwurzelt. Bei den Landtagswahlen 2003 erreichte sie noch 84,6 Prozent der Stimmen. In der Folge gelangen Hauser mit der FPÖ jedoch große Zugewinne. So konnte er mit der FPÖ bei der Landtagswahl 2008 43,8 Prozent und somit die relative Mehrheit erreichen. Dies gelang der FPÖ in keiner anderen Gemeinde. Bei den Landtagswahlen 2013 verlor die FPÖ wieder erheblich.
| Partei                                  | 2022    | 2022    | 2016    | 2016    |
| Partei                                  | Prozent | Mandate | Prozent | Mandate |
| --------------------------------------- | ------- | ------- | ------- | ------- |
| Für St. Jakob (BGM-ST-J)                | 51,04   | 6       | 38,15   | 4       |
| Bürgerliste St. Jakob (BÜRGER) 1)       | 25,00   | 3       | 28,31   | 3       |
| Zusammen-Nachhaltig-Regional (MITNONDA) | 23,96   | 2       |         |         |
| Für St. Jakob                           |         |         | 38,15   | 4       |

1) Die Partei trat 2016 unter dem Namen „Allgemeine Bürgerliste wir St. Jakober“ an.

### Bürgermeister
Gleichzeitig mit dem Gemeinderat wird der Bürgermeister in einer Direktwahl bestimmt, wobei es beim Ausbleiben einer absoluten Mehrheit für einen Kandidaten zu einer Stichwahl kommt.
Bürgermeister seit 1919 waren:
- 1919–1922 Josef Santner
- 1922–1924 Peter Erlsbacher
- 1924–1927 Sebastian Ladstätter
- 1927–1937 Peter Ladstätter
- 1937–1938 Hermann Folie (Amtsverwalter)
- 1938–1945 Andrä Troger
- 1945–1947 Paul Ladstätter
- 1947–1950 Johann Pichler
- 1950–1962 Jakob Jesacher
- 1962–1974 Hans Volgger
- 1974–1998 Armin Ladstätter
- 1998–2010 Hubert Jesacher
- 2010–2016 Gerald Hauser
- seit 2016 Ingo Hafele[29]

### Wappen
Das Gemeindewappen wurde im Jahr 1975 durch die Tiroler Landesregierung verliehen. Das Wappen zeigt „In Grün eine silberne Muschel, mit den schwarzen Bergwerkszeichen Schlägl und Eisen belegt, im Schildhaupt eine ganze und zwei halbe gestürzte silberne Spitze“. Das Hauptfeld des Gemeindewappens mit dem Gebirgseinschnitt steht für den Staller Sattel, über den bairische Siedler das Hochtal besiedelten. Die Jakobsmuschel symbolisiert den Heiligen Jakobus. Jakobus ist nicht nur Namenspatron der Pfarrkirche, er repräsentiert als Schutzpatron der Wanderhändler und Hutmacher auch zwei ehemals bedeutende Berufszweige. Das Bergwerkszeichen steht für den ebenfalls bedeutenden Bergbau im Defereggental der frühen Neuzeit.

## Persönlichkeiten

### Söhne und Töchter der Gemeinde
- Johann Santner (1840–1912), Alpinist
- Franz Unterkircher (1904–1989), Kunsthistoriker
- Therese Lukasser (* 1932), Politikerin (ÖVP) und Lehrerin
- Gerald Hauser (* 1961), Politiker (FPÖ)
- Ida Ladstätter (* 1965), Skirennläuferin

### Mit der Gemeinde verbundene Persönlichkeiten
- Mario Scheiber (* 1983), Skirennläufer